# Festival international du film d'animation d'Annecy 2023
Le Festival international du film d'animation d'Annecy 2023, 47e édition du festival, se déroule du 11 au 17 juin 2023. Le pays à l'honneur de cette édition est le Mexique.

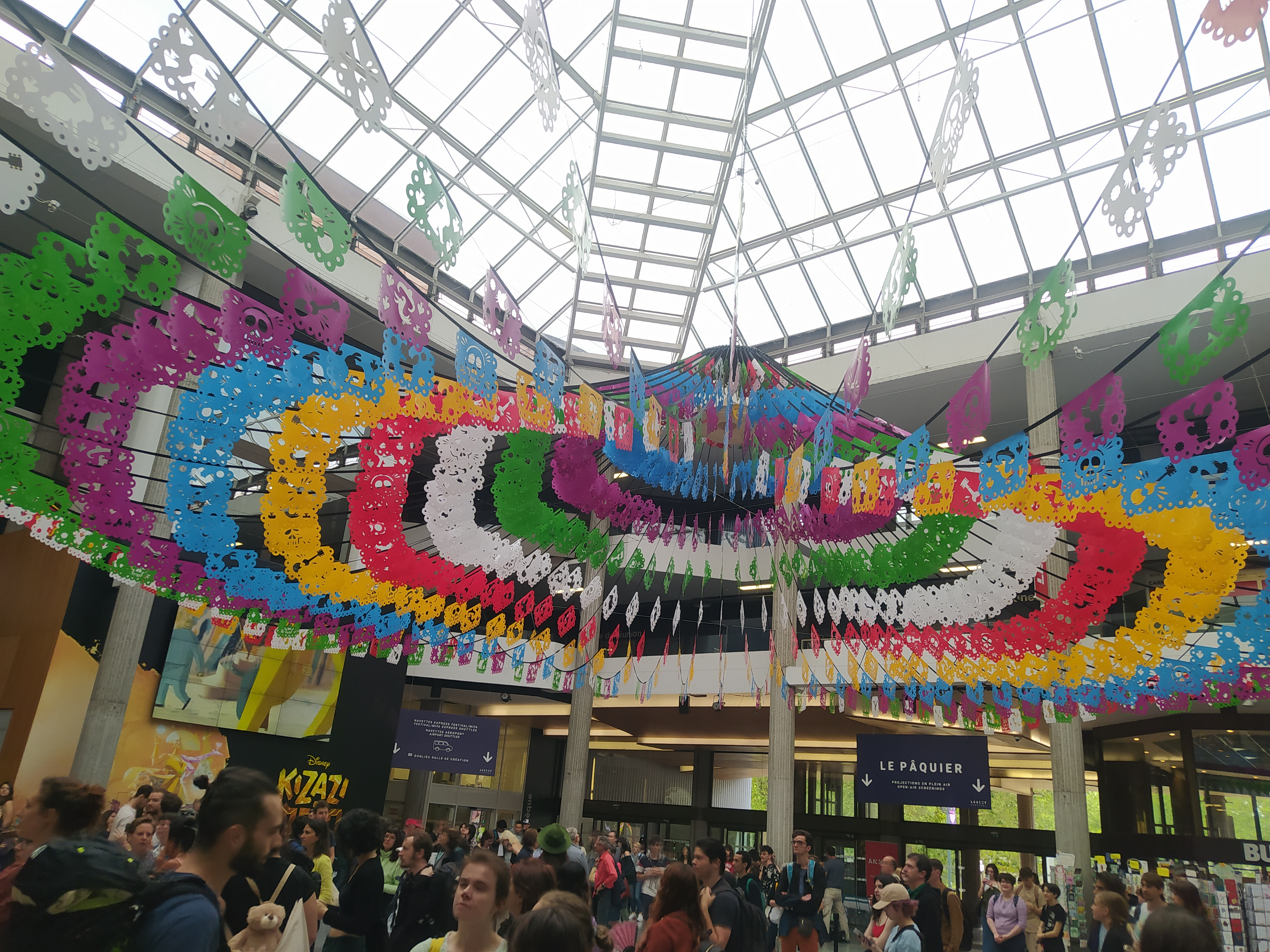
Le Centre culturel de Bonlieu décoré aux couleurs du Mexique, pays à l'honneur lors de cette édition du festival.

Le 17 juin 2023, le palmarès est dévoilé : le court métrage 27 de Flóra Anna Buda remporte le Cristal du court métrage et le long métrage Linda veut du poulet ! de Chiara Malta et Sébastien Laudenbach remporte le Cristal du long métrage,.

## Jury

### Longs métrages
- Sofía E. Alexander, show runner et productrice déléguée,  Mexique
- Kid Koala, compositeur et réalisateur,  Canada
- Jan Kounen, réalisateur et scénariste,  France

### Courts métrages
- Jerry Beck, historien de l'animation,  États-Unis
- Emma de Swaef, réalisatrice,  Belgique
- Dan Levy, compositeur,  France

### Films de fin d'études et courts métrages Off-Limits
- Julie Ann Crommett, directrice générale de Collective Moxie,  États-Unis
- Patricia Hidalgo, directrice de BBC Children's and Education,  Royaume-Uni
- Benjamin Massoubre, réalisateur,  France

### Films de télévision et de commande
- Estrella Araiza, directrice générale du festival international du film de Guadalajara,  Mexique
- Ana Chubinidze, réalisatrice,  Géorgie
- Carlo Vogele, réalisateur,  Luxembourg

### Longs métrages Contrechamp
- Choi Eun-young, directrice générale et cofondatrice de Science SARU,  Japon
- Céline Devaux, réalisatrice,  France
- Hippolyte Girardot, acteur, scénariste et réalisateur,  France

### Œuvres VR
- Jorge Gutiérrez, créateur, designer, scénariste et réalisateur,  Mexique
- Chris Lavis, réalisateur et animateur,  Canada
- Manu Weiss, productrice et programmatrice,  Suisse

### Perspectives
- Airam Gracia, Sara Gutiérrez et Pablo Emiliano Pérez, réalisateurs,  Mexique

### Prix André-Martin
- Thomas Fouet, journaliste,  France
- Christine Gendre, responsable du service courts-métrages Unifrance,  France
- Jacques Kermabon, journaliste,  France
- Carolina López Caballero, journaliste,  Espagne
- Dominique Seutin, directrice du festival Anima,  Belgique

### Prix Festivals Connexion
- Fabien De Macedo, régisseur général du festival du court-métrage de Clermont-Ferrand,  France
- Jean-Sébastien Esnault, délégué général du festival Le Grand Bivouac d'Albertville,  France
- Maral Mohsenin, responsable des programmes du festival international du film de Genève,  Suisse

### Jury Junior
- Philomène Lacostaz, Manel Luesma-Saadia et Charlotte Meiffre
- Arthur Chiabaut Salentiny, Yasmine Cocco et Thomas Leoutre

## Intervenants

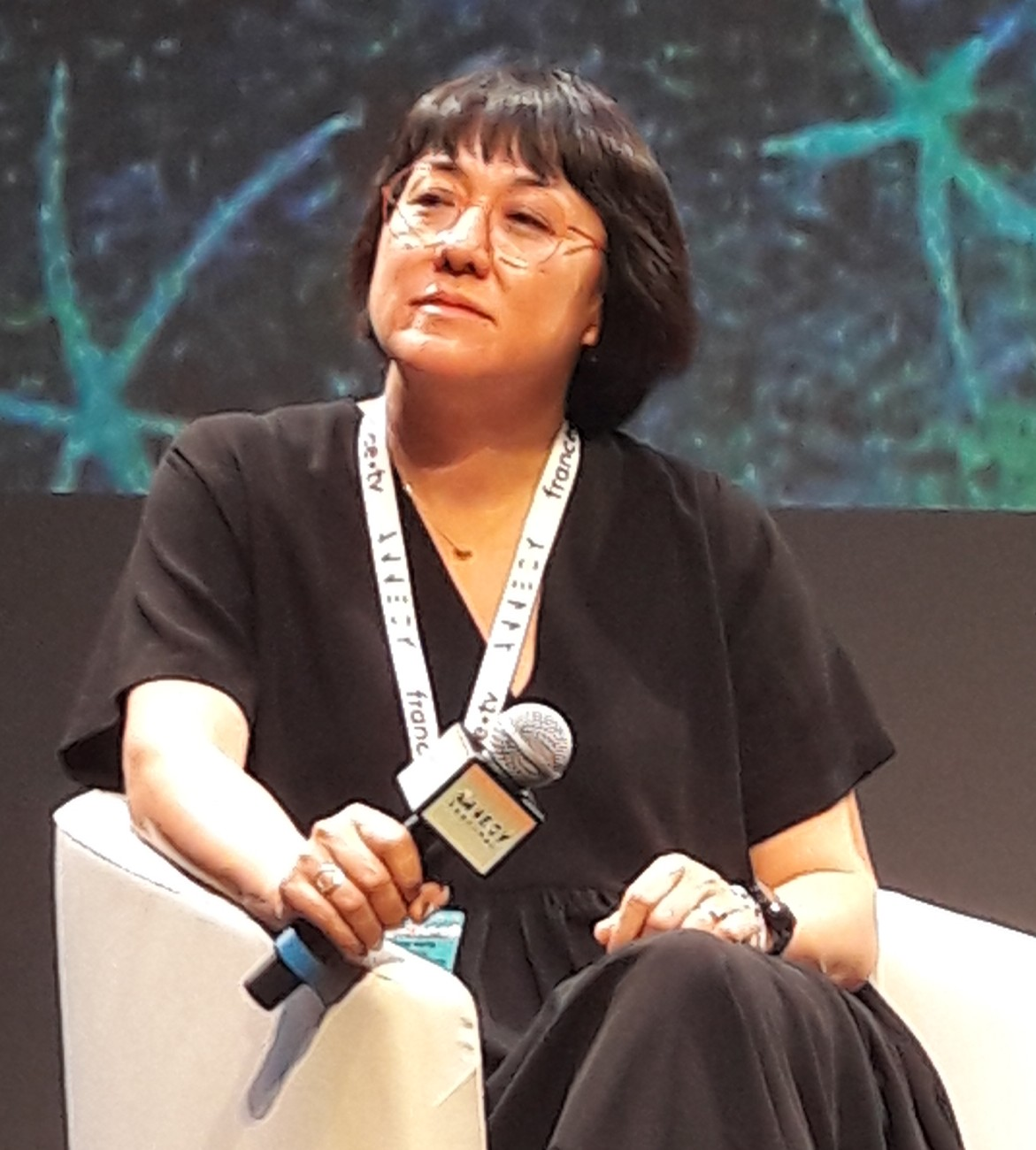
Ramsey Ann Naito
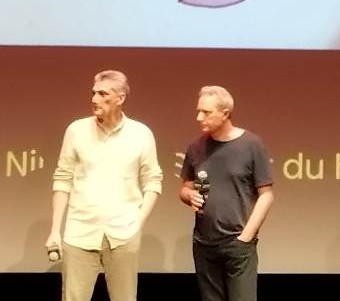
Alain Gagnol et Jean-Loup Felicioli
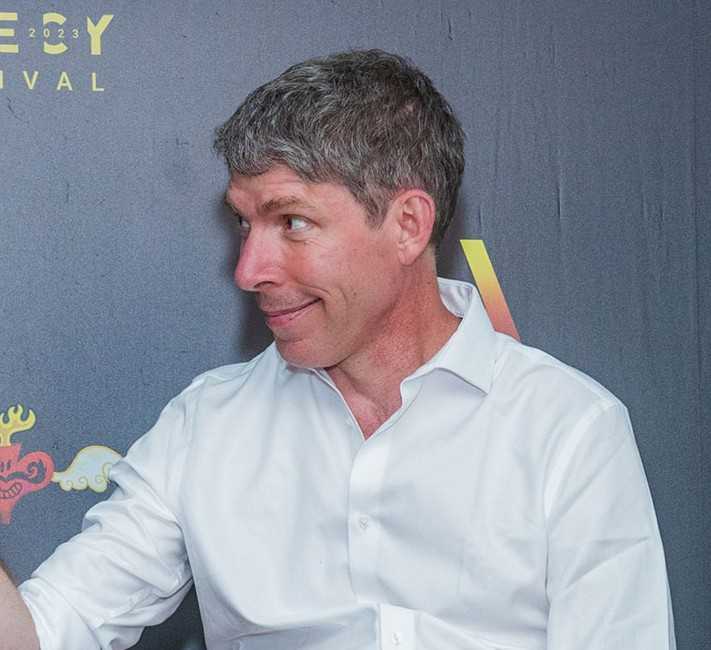
Benoît Chieux
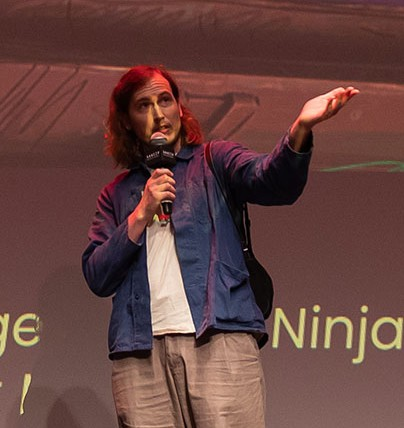
Jeff Rowe
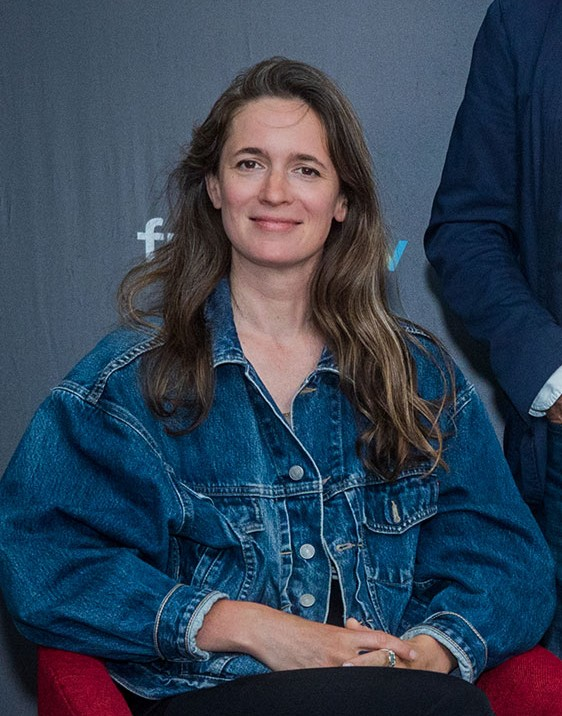
Céline Devaux
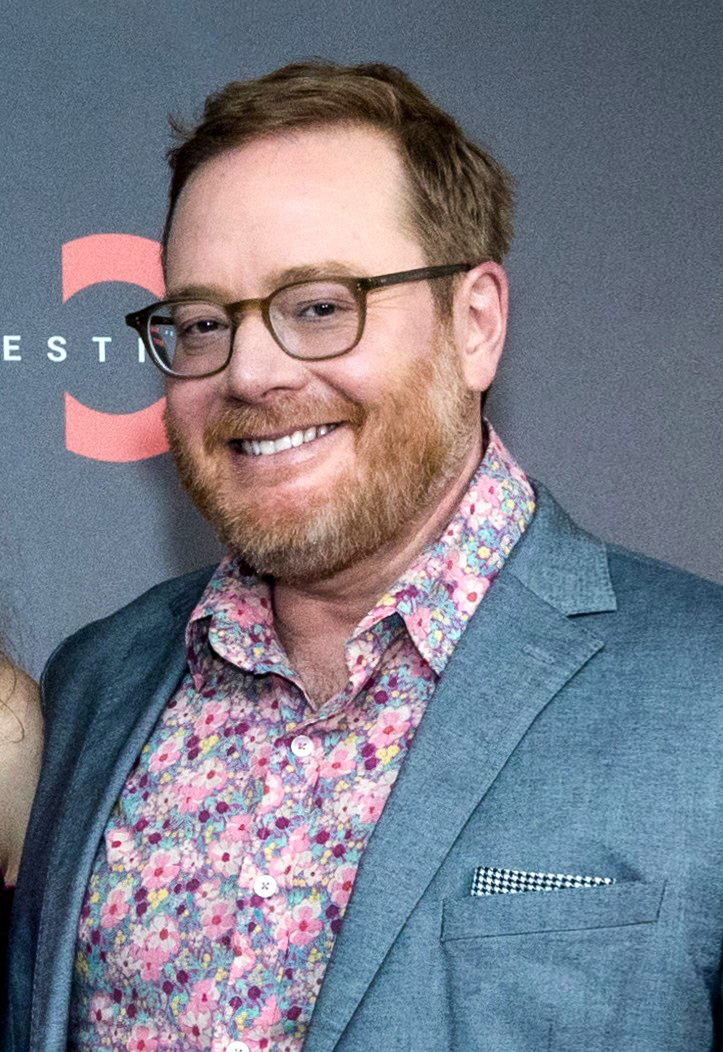
Walt Dohrn
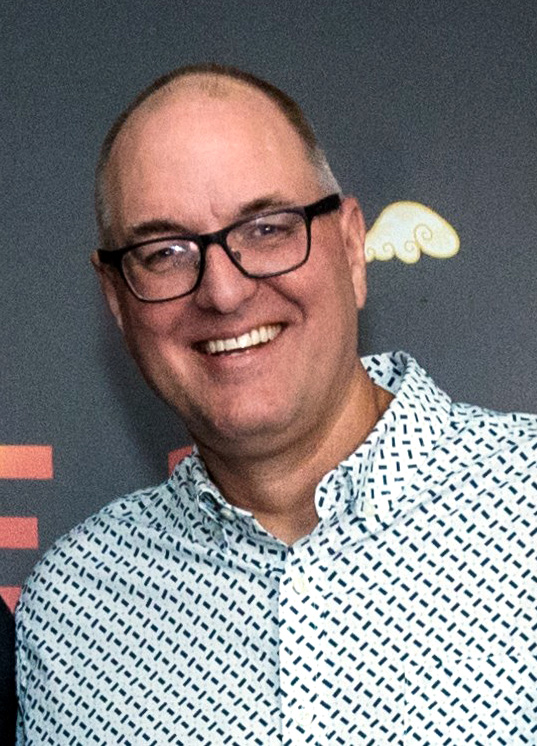
Tony Bancroft
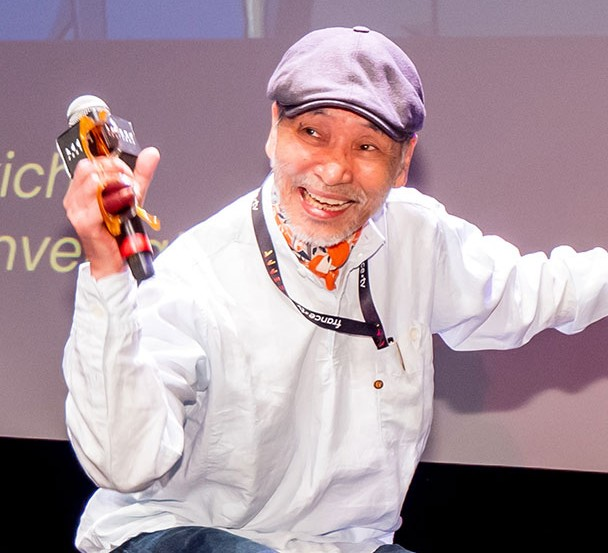
Rintarō
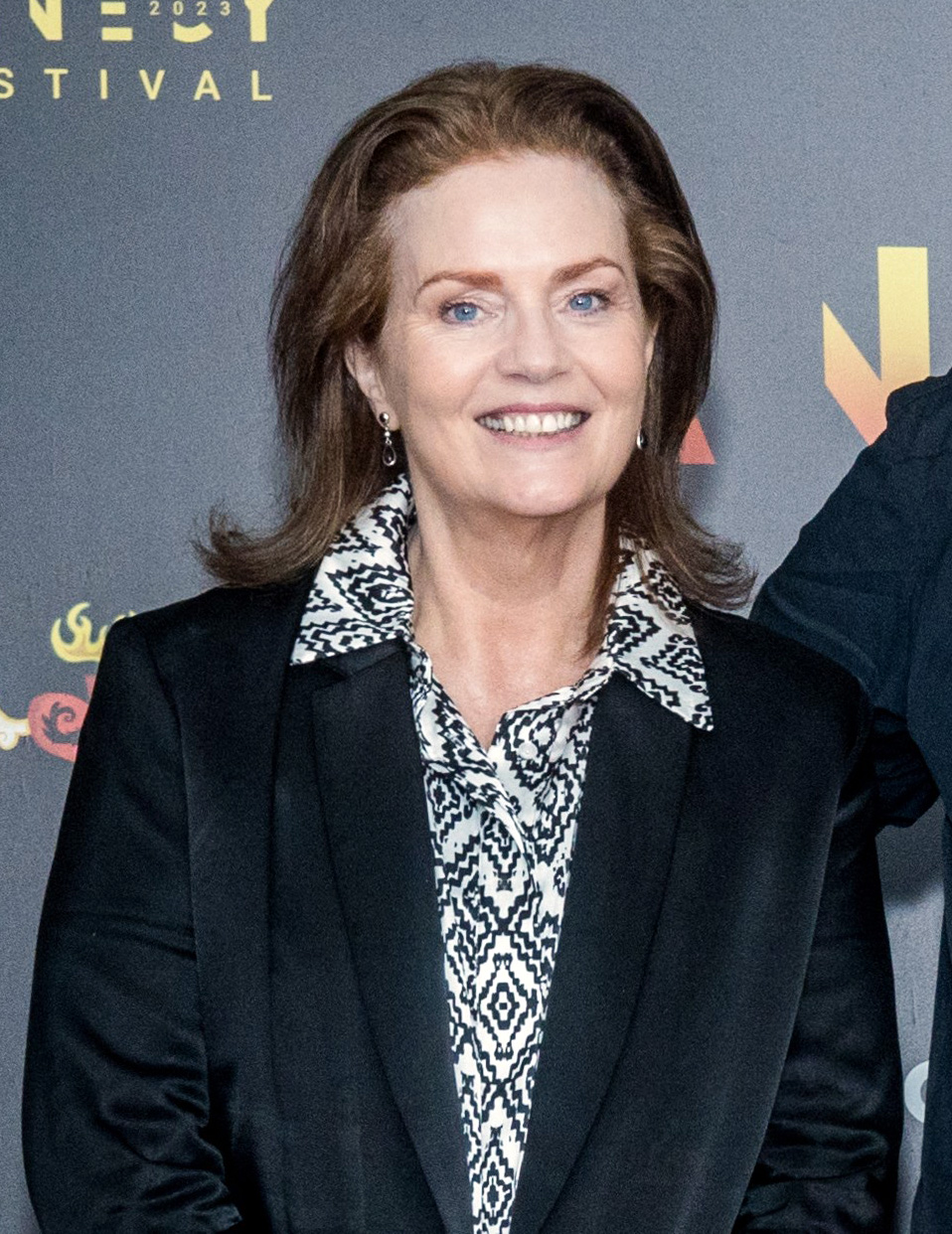
Philippa Boyens
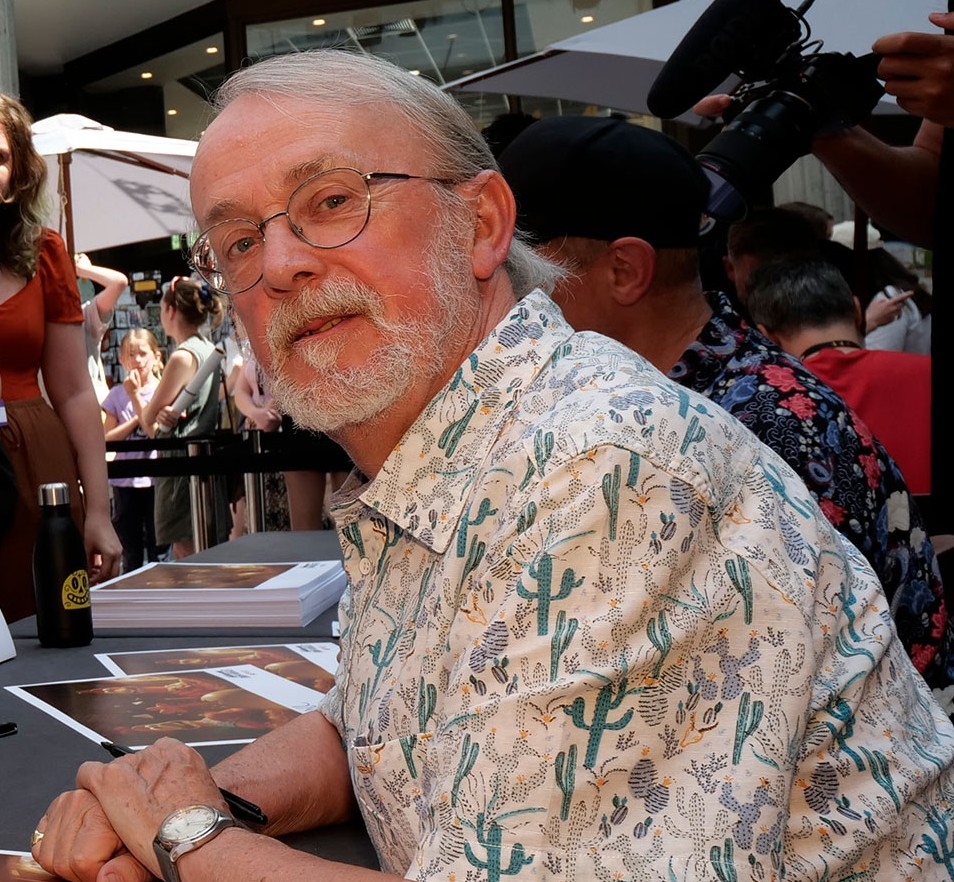
Peter Lord
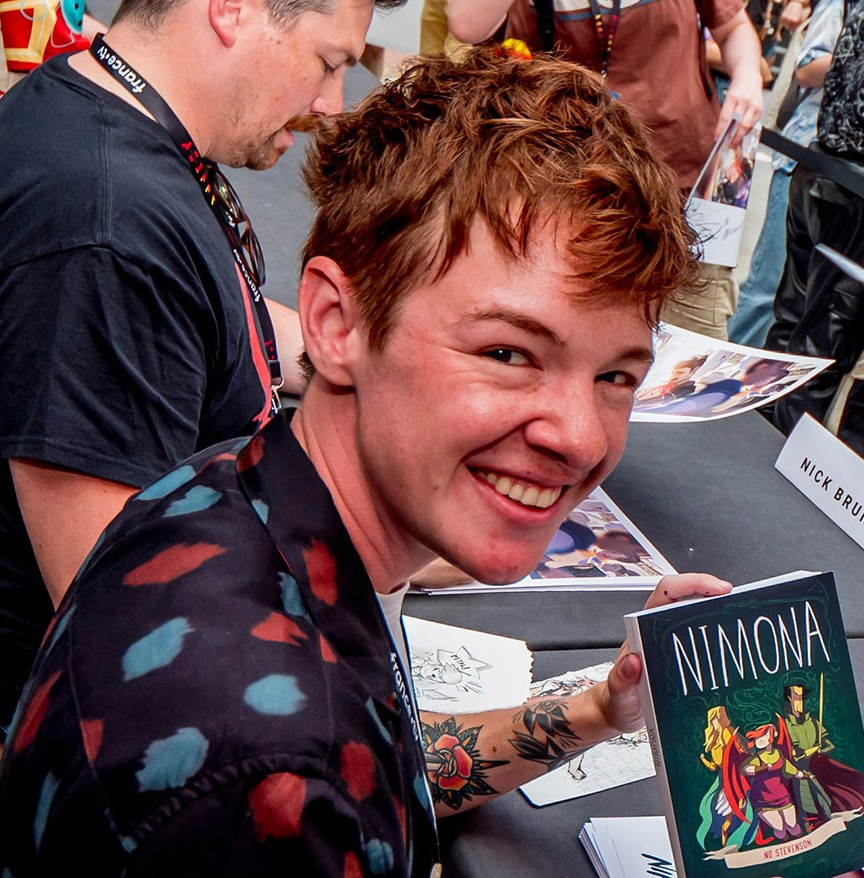
N.D. Stevenson
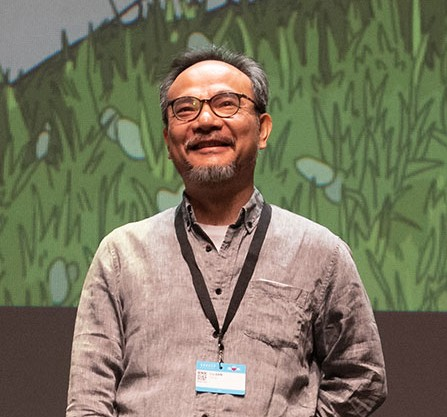
Liu Jian
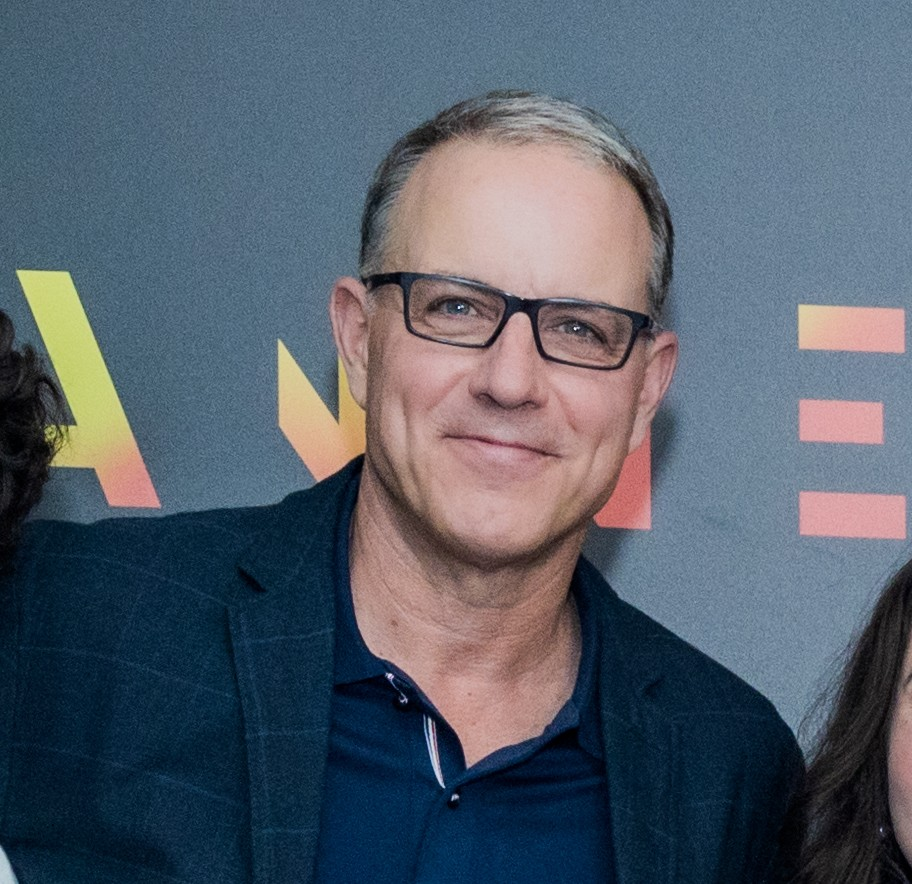
Kirk DeMicco
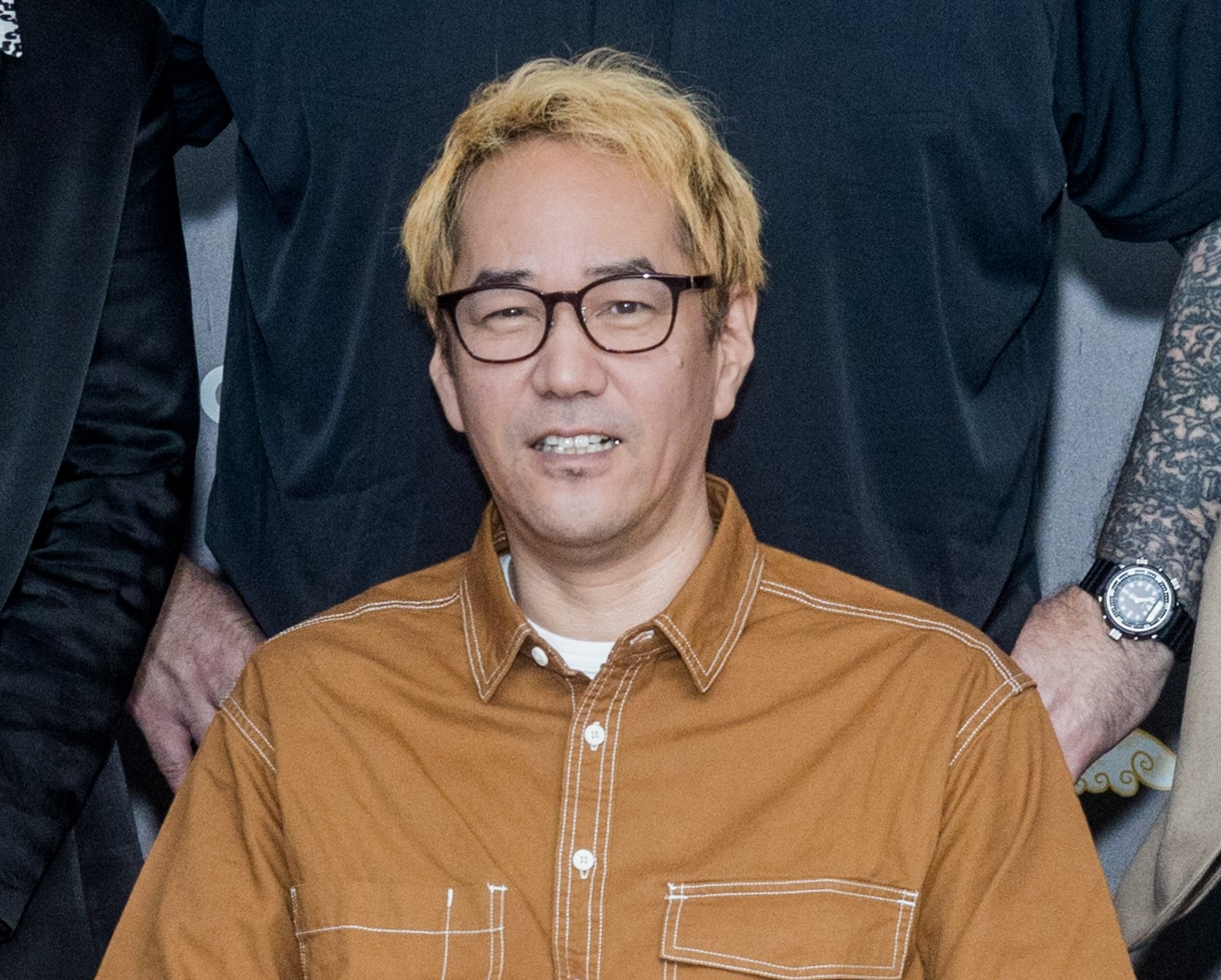
Kenji Kamiyama
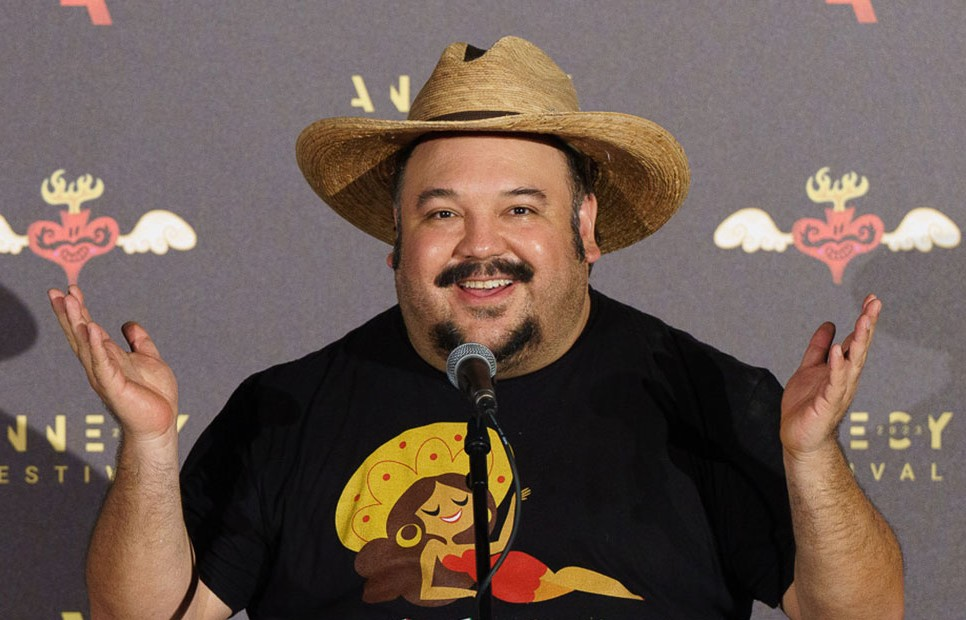
Jorge Gutiérrez
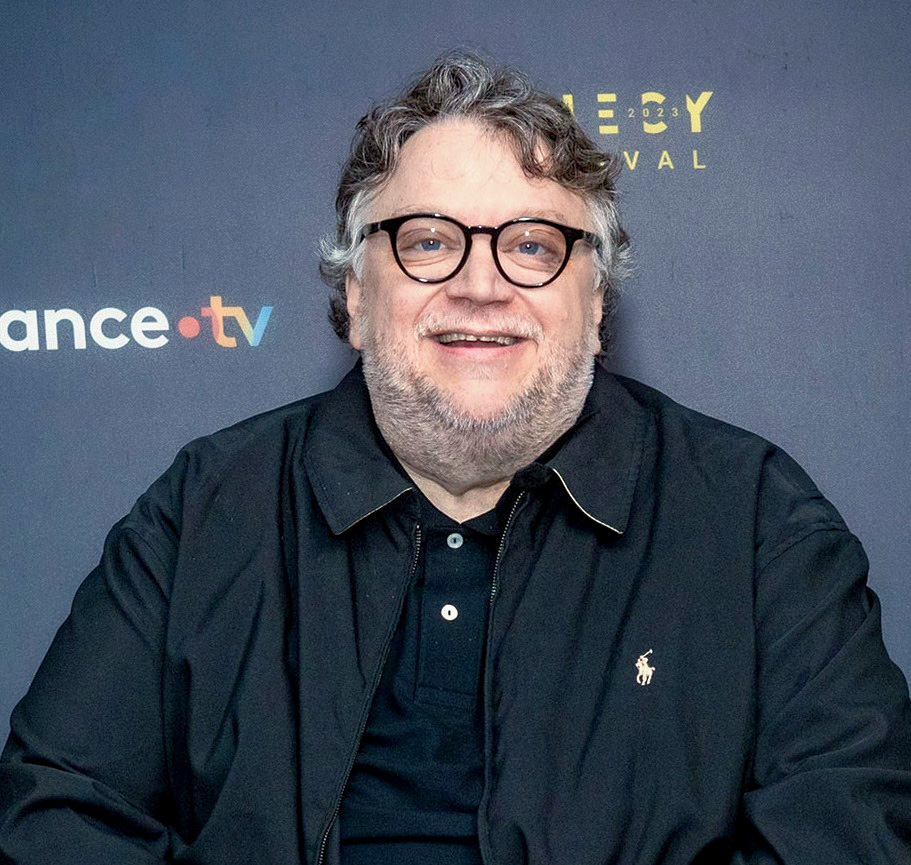
Guillermo del Toro
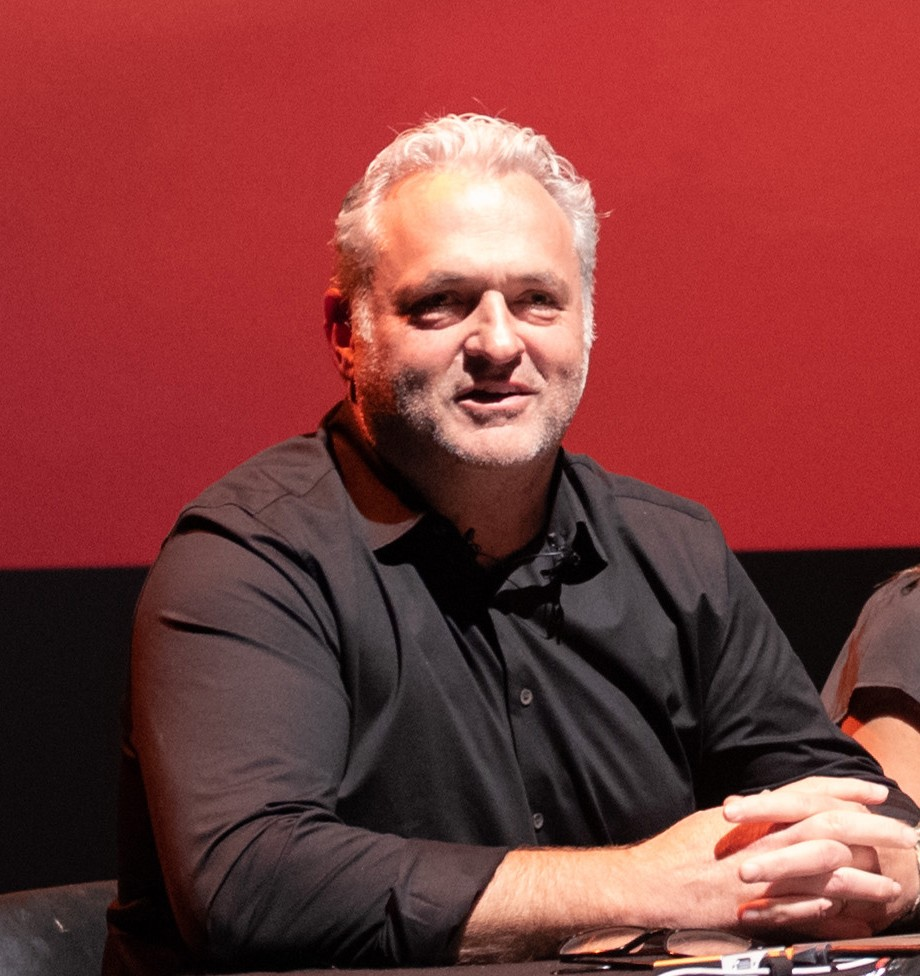
Genndy Tartakovsky
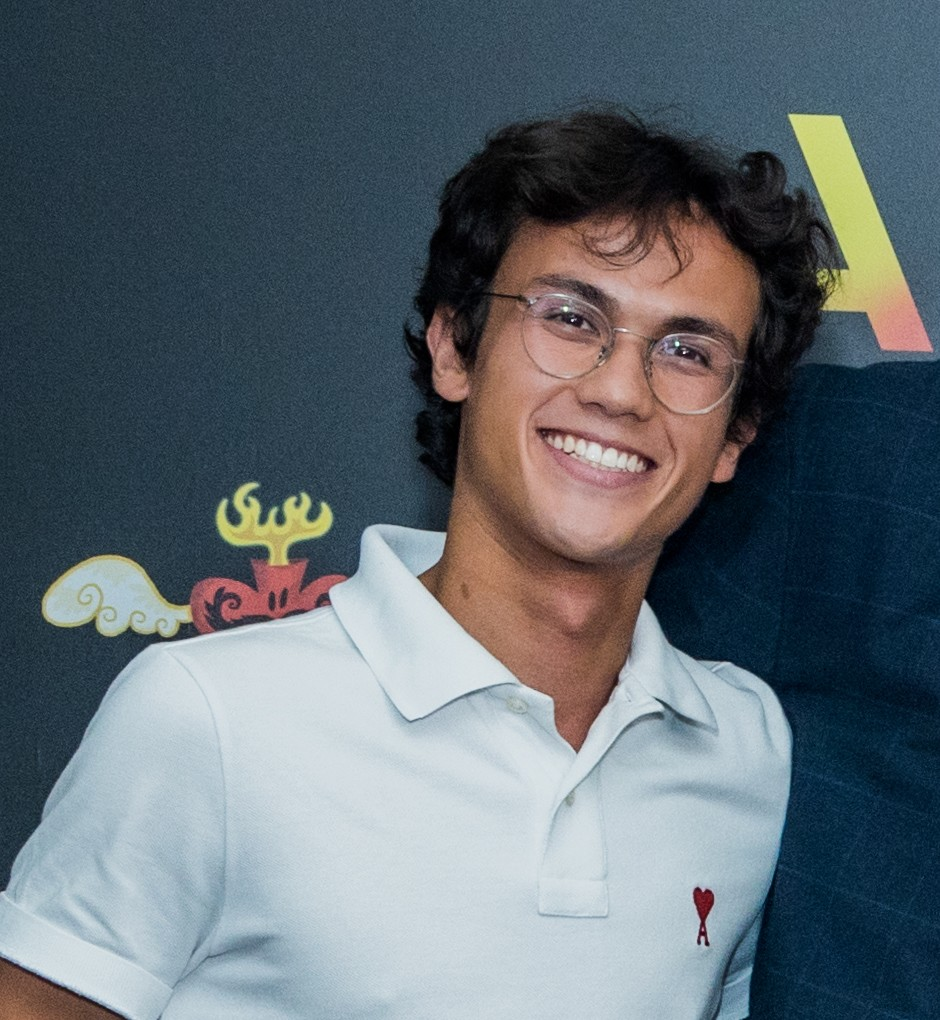
Enzo Ratsito
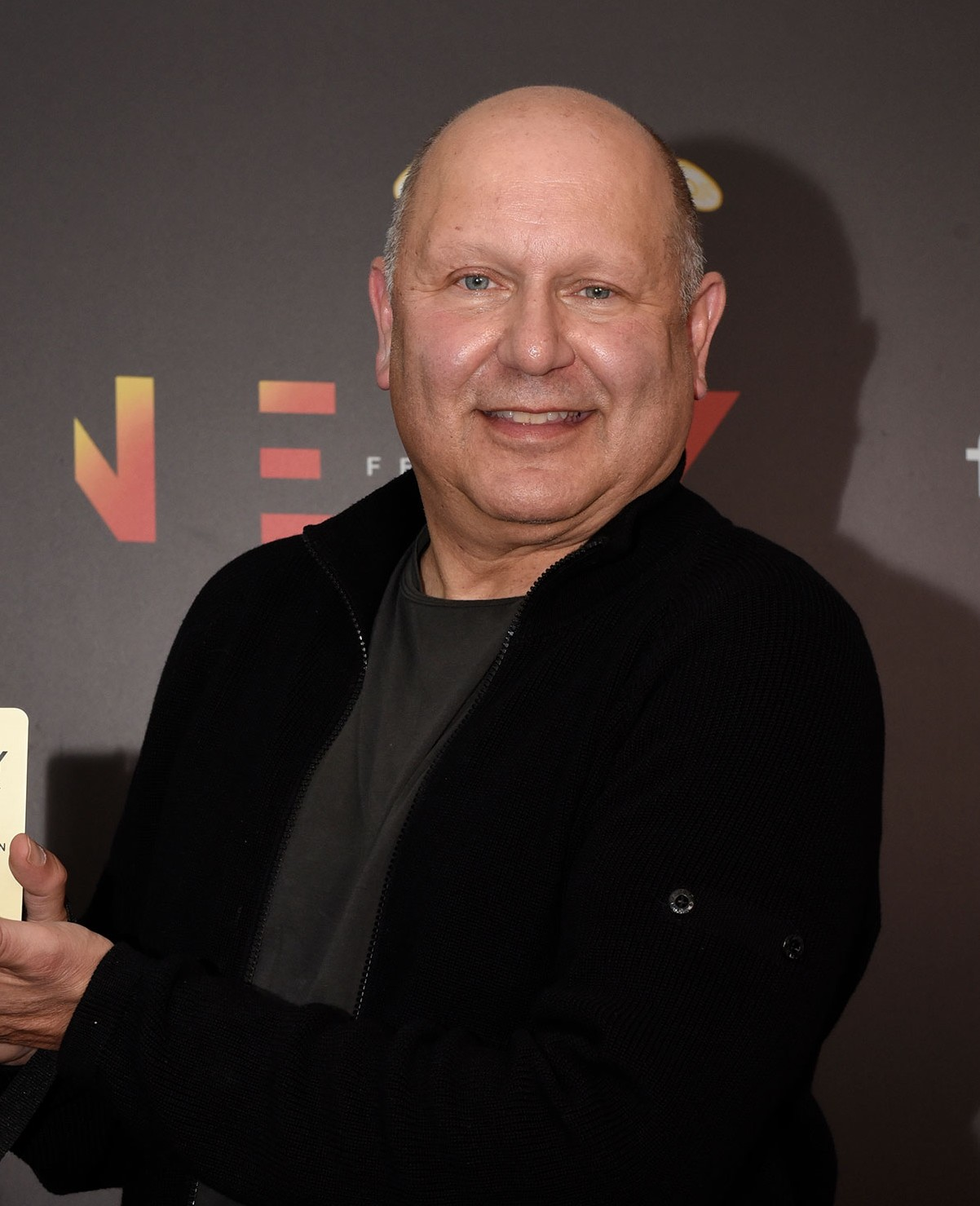
Chris Meledandri
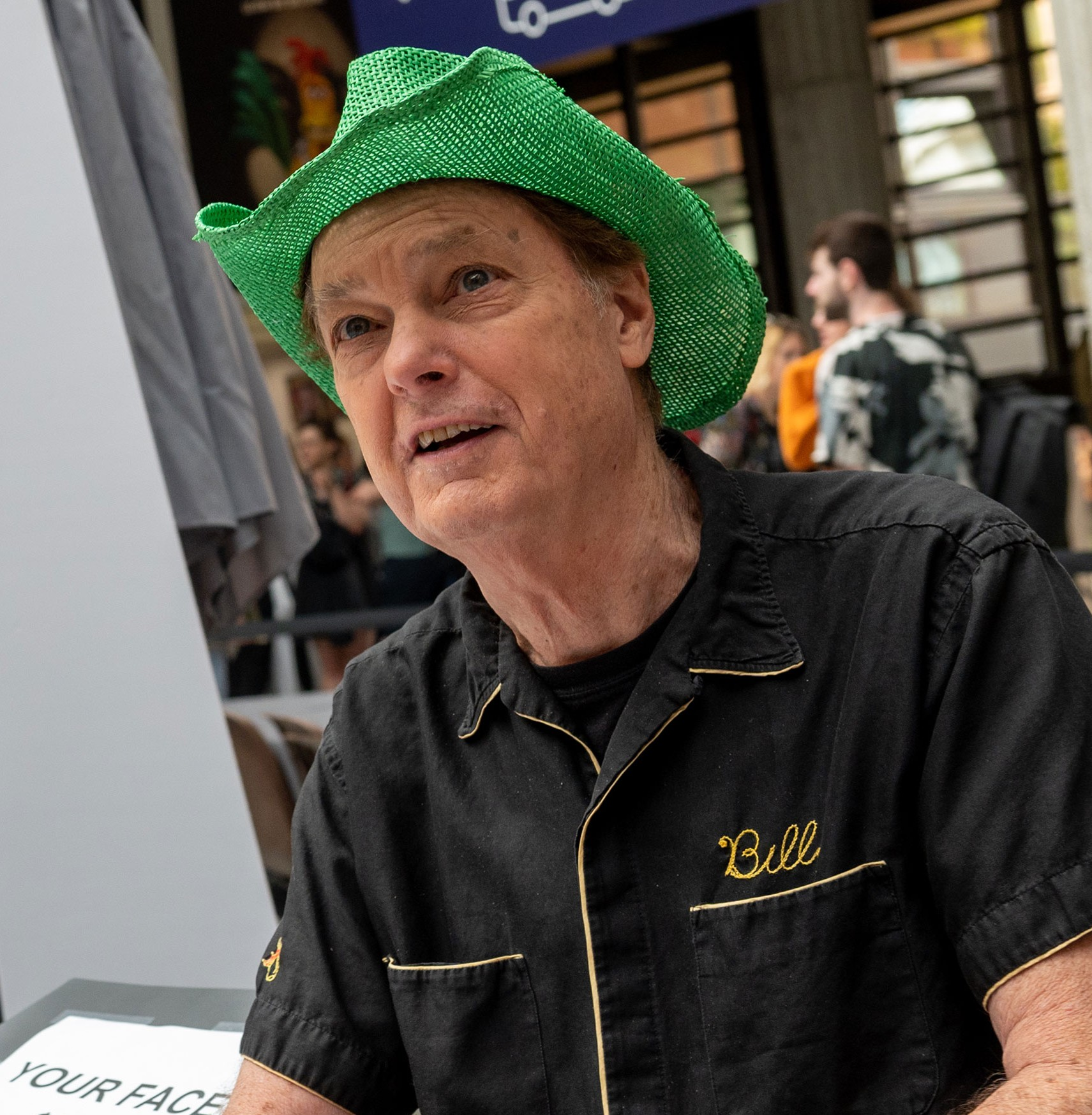
Bill Plympton
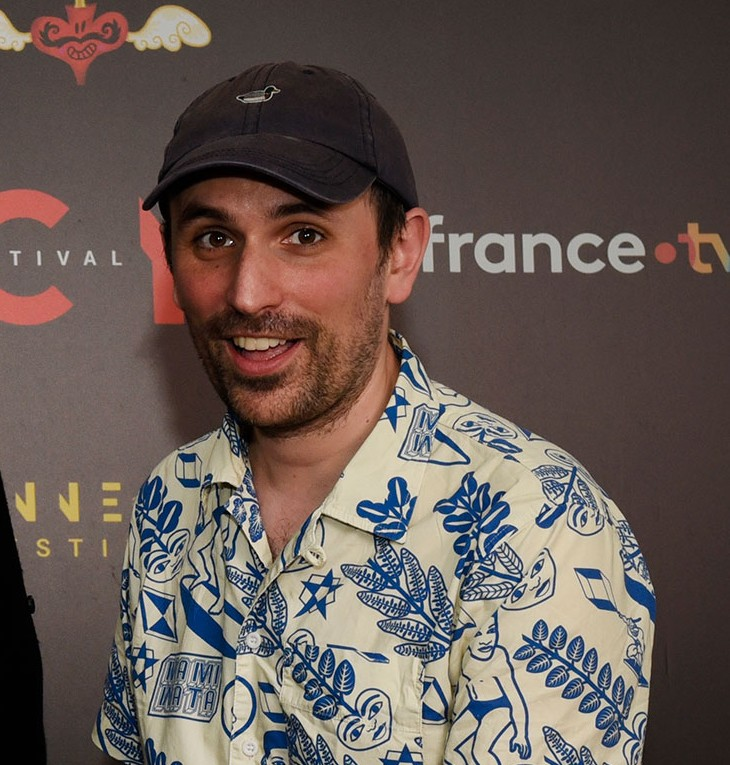
Benjamin Renner
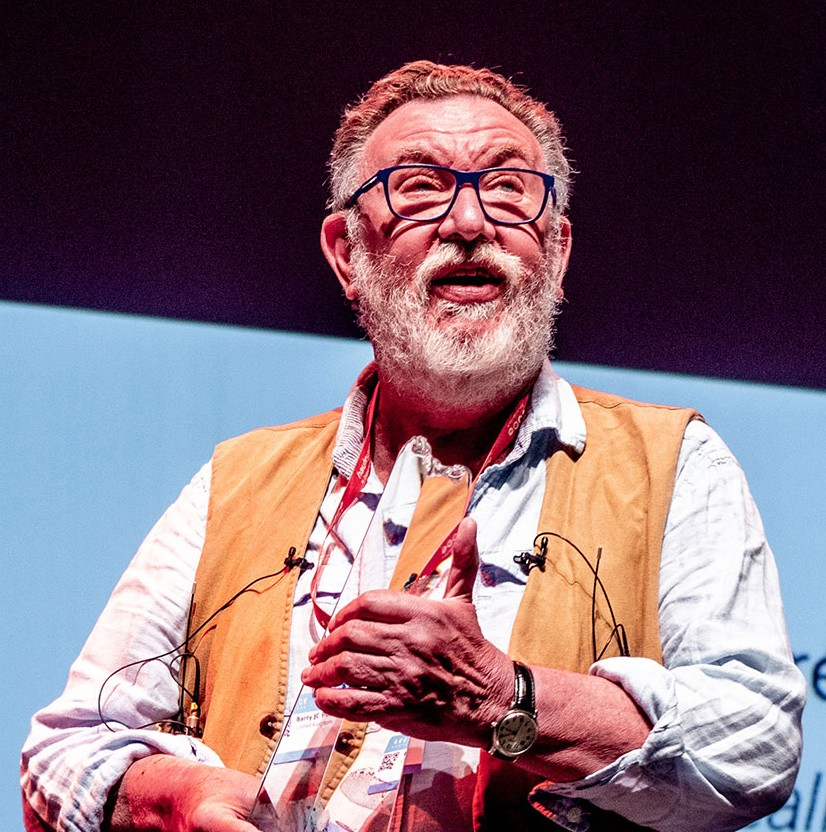
Barry Purves
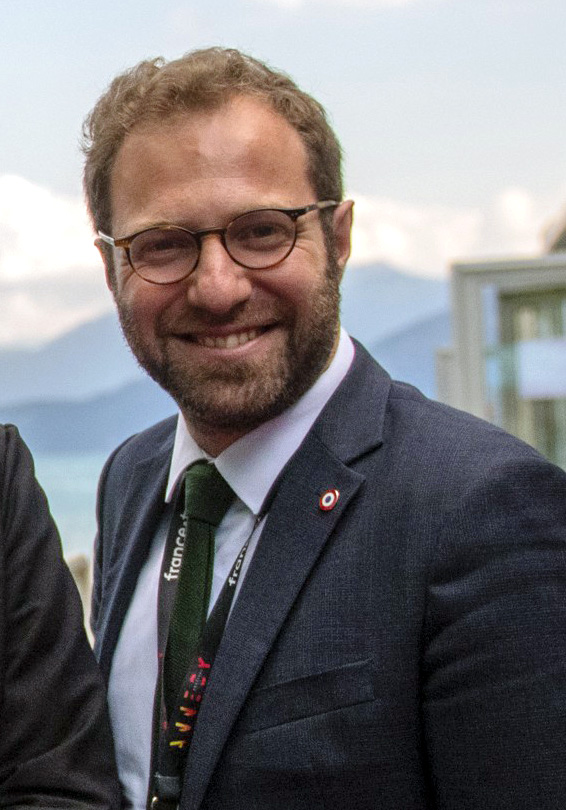
Antoine Armand

### Expositions
- Theodore Ushev pour Theodore Ushev, la matière de la mémoire
- Alain Ughetto, Anne Paschetta et Alexis Galmot pour Polenta, amour et marionnettes

### Avant-premières
- Yuzuru Tachikawa pour Blue Giant et Détective Conan : Le Sous-marin noir
- Tian Xiaopeng pour Le Royaume des abysses
- Peter Sohn et Denise Ream pour Élémentaire
- Naoko Yamada pour Garden of Remembrance
- Julio Soto Gurpide pour Inspector Sun and the Curse of the Black Widow
- Hiroaki Ando pour Kaina of the Great Snow Sea: Star Sage
- Denis Do pour La Forêt de mademoiselle Tang
- Alain Gagnol, Jean-Loup Felicioli et Jérôme Duc-Maugé pour Nina et le Secret du hérisson
- Tim Harper pour Ozi, la voix de la forêt
- Kirk DeMicco et Faryn Pearl pour Ruby, l'ado Kraken
- Jeff Rowe, Kyler Spears et Ramsey Naito pour Ninja Turtles: Teenage Years
- Kim Burdon et Robert Chandler pour Le Fantôme de Canterville
- Yoshimi Itazu pour La Concierge du grand magasin
- Takehiko Inoue pour The First Slam Dunk
- Kenji Kamiyama pour The Lord of the Rings: The War of the Rohirrim
- Michelle Raimo Kouyate, David Schulenburg, Jarelle Dampier, Khaila Amazan, Clara Chan et Joe Darko pour The Spider Within: A Spider-Verse Story
- Paul Young, Gabriel Osorio et Julien Chheng pour Star Wars: Visions
- Peter Ramsey, Tendayi Nyeke, Anthony Silverston, Orion Ross, Shofela Coker, Nthato Mokgata, Catherine Green et Ng'endo Mukii pour Kizazi Moto: Generation Fire
- Nick Bruno, Troy Quane et N.D. Stevenson pour Nimona
- Dan Abraham et Trent Correy pour Once Upon a Studio
- Bob Peterson pour Le Rendez-vous galant de Carl

### Présentations de futures œuvres
- Walt Dohrn, Gina Shay et Tim Heitz pour Les Trolls 3
- Jennifer Lee pour Wish
- Sam Fell, Peter Lord et Leyla Hobart pour Chicken Run : La Menace nuggets
- Ashkan Rahgozar et Franciane Abassan pour Juliet and the King
- Nicolas Blies et Stéphane Hueber-Blies, Marine Blin et Gilles Cuvelier pour Ceci est mon cœur
- Winshluss, Alexis Ducord, Marc Jousset, Dimitri Lucy et Luciano Lepinay pour Dans la forêt sombre et mystérieuse
- Yoko Kuno, Keiichi Kondo, Julien de Man et Tanguy Olivier pour Anzu, chat-fantôme
- Vicky Jenson, Brian Pimental et Dimitri Granovsky pour Spellbound
- Gints Zilbalodis, Matiss Kaza, Ron Dyens et Virginie Guilminot pour Flow
- Anaïs Caura, Hélène Gendronneau et Joëlle Oosterlinck pour Eugène, le mystère Falleni
- Batman Azteca: choque de imperios
- Isabel Herguera, Fabian Driehorst et Chelo Loureiro pour Sultana's Dream
- Marion Burger, Ilan Cohen, Oriane Hurard, Daniel Balage et Mathieu Rous de Madinhac pour Empereur
- Spencer Grammer, Steve Levy et Michael Ouweleen pour Rick et Morty : 10 années d'aventures intergalactiques
- Gilles Jobin, Thomas Ott, Tristan Siodlak et Susana Pandès Diaz pour Sunset Motel
- Arturo Ambriz, Rodolfo Ambriz, Fernanda G. Manzur et Ana Coronilla pour Frankelda et le Prince des épouvantes
- Mehdi Leffad, Balak, Hugo Revon, Jérémie Bonnouvrier et Claire Rieuneau pour Captain Laserhawk: A Blood Dragon Remix
- Maïlys Vallade, Liane-Cho Han, Justine Thibault et Eddine Noël pour Amélie ou la Métaphysique des tubes
- Rogerio Nunes et Sébastien Onomo pour Au cœur des ténèbres
- Chris Lavis, Maciek Szczerbowski, Patrick Watson et Marc Bertrand pour La jeune fille qui pleurait des perles
- Genndy Tartakovsky et Michelle Murdocca pour Fixed
- Razahk Issaka, Samaher Bantan et Afnan Bawyan pour La Nuit de l'animation saoudienne
- Jean-François Laguionie, Stéphan Roelants, Camille Raulo et Denis Lambert pour Slocum
- Chris Meledandri, Benjamin Renner et Pharrell Williams pour Migration

### Conférences
- Johanna Brock, Juliette Trolez, Nolwenn Guillemot, Charlotte Delwaide, Delphine de la Panneterie, Laurent Duvault, Victoire de Souza, Maxime Raymond, Dimitri Pawlowski, Joliane Roy, Dorette Nel, Renaud Plante, Clélia Ghnassia, Arthur Derrouaz et Louis Jacobée pour Meet the… Publishers
- Jorge Gutiérrez pour Qu'il est bon de vivre aujourd'hui !
- Pablo Grillo et Kayn Garcia pour L'Art des performances animées
- Raqi Syed, Areito Echevarria, Wesley Rodrigues, Caroline Cherrier, Annick Teninge et Corinne Destombes pour Les Résidences de création de courts et longs métrages, séries et jeux vidéo en région Auvergne-Rhône-Alpes : incubateurs de talents !
- Sophie Hamon, Maeva de Tastes, Florence Dupont, Vassilis Kroustallis, Daniel Suljic, Mihai Mitrica, Ligia Soare, Ivana Sujova, Radek Hosenseidl, Amélia Eustache, Mathilde Pinçon, Tadashi Sudo et Lali Kiknavelidze pour Meet the… Festival Programmers
- Sarah Muller pour BBC Children's and Education
- Tamara Boutcher, Eamonn Butler, Denis Dore, Benoît Blouin et Arjun Madhava pour Le Groupe Cinesite : Le Pouvoir de la communauté créative
- Kirk DeMicco, Faryn Pearl et Kelly Cooney Cilella pour Dreamworks Animation Studio Focus
- Telidja Klaï pour VRT : Ketnet
- Francisco Medina, Angelica Lares, Thalia Machuca, Luis Patricio Salmon et Joe Alanis pour Libérer le potentiel de Jalisco : des opportunités de coproduction venues du Mexique
- Hélène Vayssières, Grégory Audermatte et Lili Blumers pour Share with Arte France
- Eric Goldberg pour Leçon de cinéma
- Rony Abovitz, Richard Taylor et Chris Defaria pour A Glimpse into the Immersive Storyworld of Hour Blue
- Hélène Marteau pour France Télévisions : présentations des ambitions et du line-up Animation 2023
- Luca Milano pour Share with Rai Kids
- Jérémy Clapin et Dan Levy pour Discussion avec Jérémy Clapin et Dan Levy
- Alex Rabb, Ildiko Takacs, Peter Sved, Zoltan Batho et Balasz Kerek pour DIGIC : 20 ans de magie numérique… et un nouveau chapitre
- Suzanna Makkos pour Share with HBO Max
- Barry J. C. Purves pour The Revealing Mask
- Zia Sands et Aurélie Wack pour Share with Warner Bros. Discovery
- Shamik Majumdar et Orion Ross pour Share with The Walt Disney Company
- Jose Luis Farias Gomez pour Next Lab Generation : les technologies de rupture dans l'industrie de l'animation
- Natalie Altmann pour Documentaire et animation : un dialogue artistique, entre réalisme et subjectivité, Les Challenges de la modernisation d'une franchise culte en animation et Y a-t-il un "show runner" dans la salle ?
- Eleanor Coleman pour Diversité, inclusion, parité : quels impacts sur l'industrie de l'animation ?, Coproduction internationale en animation : envisager de nouvelles alliances et opportunités et Comprendre l'écosystème des studios d'animation indépendants : enjeux stratégiques et ligne éditoriale
- Marina Soto pour Netflix présente : Percer dans l'animation
- Yann Marchet pour Temps réel & IA : ces outils vont-ils révolutionner l'animation ?, Comment penser le stop-motion avec les outils numériques ? et Les studios d'animation face au défi de l'écoproduction
- Sylvain Grain pour Le Futur de l'animation, Dans les coulisses de l'animation et (USD) - De Pixar au reste du monde
- Dorothée Lanchier, Jean Cayrol, Lucie Bolze et Lucie Arnissolle pour Xilam : du slapstick à l'âge adulte
- Emily Hart pour Apprendre les ficelles du métier : un guide pour créer le prochain gros succès de Disney

### Making-of
- Nick Bruno, Troy Quane, N.D. Stevenson, Aidan Sugano, Karen Ryan et Julie Zackary pour Nimona
- Camille-Elvis Théry, Florian Thouret, Sébastien Cosset, Anne-Claire Lehembre et Delphine Maury pour Tobie Lolness

### Dédicaces
- Vicky Jenson et Brian Pimental pour Spellbound
- Julie Dachez et Mademoiselle Caroline pour La Différence invisible
- Félix Delep

## Sélection

### Longs métrages

#### Sélection officielle
| Titre                                                           | Réalisation                          | Pays                                      |
| --------------------------------------------------------------- | ------------------------------------ | ----------------------------------------- |
| Art College 1994                                                | Liu Jian                             | Chine                                     |
| Four Souls of Coyote                                            | Áron Gauder                          | Hongrie                                   |
| Le Royaume de Kensuke Kensuke's Kingdom                         | Neil Boyle et Kirk Hendry            | Royaume-Uni, Luxembourg et France         |
| La Sirène                                                       | Sepideh Farsi                        | Allemagne, Belgique, France et Luxembourg |
| Linda veut du poulet !                                          | Chiara Malta et Sébastien Laudenbach | France et Italie                          |
| Le Château solitaire dans le miroir Lonely Castle in the Mirror | Keiichi Hara                         | Japon                                     |
| Mars Express                                                    | Jérémie Périn                        | France                                    |
| Sirocco et le Royaume des courants d'air                        | Benoît Chieux                        | Belgique et France                        |
| Les Inséparables The Inseparables                               | Jérémie Degruson                     | Belgique, Espagne et France               |
| Léo The Inventor                                                | Jim Capobianco et Pierre-Luc Granjon | États-Unis, France et Irlande             |
| The Tunnel to Summer, the Exit of Goodbyes                      | Tomohisa Taguchi                     | Japon                                     |

#### Contrechamp
| Titre | Réalisation                                       | Pays                           |
| --- | ------------------------------------------------- | ------------------------------ |
| Adam change lentement                                                                                      | Joël Vaudreuil                                    | Canada                         |
| Heavies tendres                                                                                            | Carlos Perez-Reche et Joan Francesc Tomas Monfort | Espagne                        |
| Johnny & Me : Un voyage dans le temps avec John Heartfield Johnny & Me: Eine Zeitreise mit John Heartfield | Katrin Rothe                                      | Allemagne, Autriche et Suisse  |
| Komada: A Whisky Family                                                                                    | Masayuki Yoshihara                                | Japon                          |
| La Grotte sacrée                                                                                           | Daniel Minlo et Masso Cyrille                     | Cameroun                       |
| Robot Dreams                                                                                               | Pablo Berger                                      | Espagne et France              |
| Rose petite fée des fleurs Rosa and the Stone Troll                                                        | Karla Nor Holmbäck                                | Danemark                       |
| Saleem | Cynthia Madanat Sharaiha                          | Jordanie                       |
| Slide | Bill Plympton                                     | États-Unis                     |
| Toldi | Marcell Jankovics et Lajos Csákovics              | Hongrie                        |
| Tony, Shelly and the Magic Light                                                                           | Filip Pošivač                                     | Hongrie, Tchéquie et Slovaquie |
| White Plastic Sky                                                                                          | Tibor Bánóczki et Sarolta Szabó                   | Hongrie et Slovaquie           |

### Courts métrages

#### Sélection officielle
| Titre                       | Réalisation                       | Pays                                 |
| --------------------------- | --------------------------------- | ------------------------------------ |
| 11                          | Vuk Jevremovic                    | Croatie et Allemagne                 |
| 27                          | Flóra Anna Buda                   | France et Hongrie                    |
| Astoria                     | Franck Dion                       | France                               |
| Box Cutters                 | Naomi Classien Van Niekerk        | Afrique du Sud, Pays-Bas et France   |
| Carne de Dios               | Patricio Plaza                    | Argentine et Mexique                 |
| Catisfaction                | André Almeida                     | Portugal                             |
| Ce qui bouge est vivant     | Noémie Marsily                    | Belgique                             |
| Christopher at Sea          | Tom CJ Brown                      | France, États-Unis et Royaume-Uni    |
| Daug Geresnis               | Skirmanta Jakaité                 | Lituanie                             |
| Drijf                       | Levi Stoops                       | Belgique                             |
| D'une peinture... à l'autre | Georges Schwizgebel               | Suisse et France                     |
| Eeva                        | Morten Tšinakov et Lucija Mrzljak | Estonie et Croatie                   |
| Electra                     | Daria Kaschcheeva                 | Tchéquie, France et Slovaquie        |
| Haljina za finale           | Martina Mestrovic                 | Croatie                              |
| Humo                        | Rita Basulto                      | Mexique                              |
| I'm Hip                     | John Musker                       | États-Unis                           |
| Intersextion                | Richard R. Reeves                 | Canada                               |
| Koerkorter                  | Priit Tender                      | Estonie                              |
| La Grande Arche             | Camille Authouart                 | France                               |
| La perra                    | Carla Melo Gampert                | Colombie et France                   |
| La Saison pourpre           | Clémence Bouchereau               | France                               |
| Last Order                  | Jo Hang-jin                       | Corée du Sud                         |
| L'Ombre des papillons       | Sofia El Khyari                   | France, Portugal et Qatar            |
| Love Me True                | Inés Sedan                        | France                               |
| Marie.Eduardo.Sophie        | Thomas Corriveau                  | Canada                               |
| Maurice's Bar               | Tom Prezman et Tzor Edery         | France et Israël                     |
| Nun or Never                | Heta Jäälinoja                    | Finlande                             |
| Our Uniform                 | Yegane Moghaddam                  | Iran                                 |
| Regular Rabbit              | Eoin Duffy                        | Irlande                              |
| Salvation Has No Name       | Joseph Wallace                    | Royaume-Uni, France et Tchéquie      |
| Sweet Like Lemons           | Jenny Jokela                      | Finlande et Royaume-Uni              |
| Telsche                     | Sophie Colfer et Ala Nunu         | Pologne, Arabie saoudite et Portugal |
| The Miracle                 | Nienke Deutz                      | Belgique, Pays-Bas et France         |
| The Smile                   | Erik Van Schaaik                  | Pays-Bas et Belgique                 |
| Tongue                      | Kaho Yoshida                      | Canada et Japon                      |
| World to Roam               | Stephen Irwin                     | Royaume-Uni                          |

#### Perspectives
| Titre                                  | Réalisation                                      | Pays                                |
| -------------------------------------- | ------------------------------------------------ | ----------------------------------- |
| Bai                                    | Chen Ao                                          | Chine et Royaume-Uni                |
| Lake Baikal Baigal Nuur                | Alisi Telengut                                   | Allemagne et Canada                 |
| Depersonalization                      | Spartak Yordanov                                 | Bulgarie                            |
| Fasion Victims 2.0                     | Maria Lorenzo Hernández                          | Espagne                             |
| Hadis                                  | Nazrin Aghamaliyeva                              | Azerbaïdjan, États-Unis et Tchéquie |
| Island                                 | Michael Faust                                    | Israël                              |
| K8                                     | Miguel Anaya Borja                               | Mexique                             |
| Kaadina Jeevantike                     | Nandini Rao, Nirupa Rao et Kalp Sanghvi          | Inde                                |
| Lost at Sea                            | Andrés Alejandro Bartos Amory et Lucija Stojevic | Espagne                             |
| Money and Happiness                    | Ana Nedeljković et Nikola J. R. Majdak           | Serbie, Slovénie et Slovaquie       |
| Nurit                                  | Sohini Tal                                       | Israël                              |
| O Cacto                                | Ricardo Kump                                     | Brésil                              |
| Saleeg                                 | Afnan Bawyan                                     | Arabie saoudite                     |
| Shanghai Zhi Chun                      | Xun Sun                                          | Chine                               |
| Sjeti se kako sam jahala bijelog konja | Ivana Bosnjak Volda et Thomas Johnson Volda      | Croatie                             |
| The Crowd                              | Pelin Kirca                                      | Turquie                             |
| To You                                 | Wafa Lazhari                                     | Tunisie                             |
| Trasiego                               | Amanda Woolrich                                  | Mexique et Canada                   |
| Where Is the Key?                      | Indra Sproge                                     | Lettonie                            |

#### Jeune public
| Titre                   | Réalisation                          | Pays               |
| ----------------------- | ------------------------------------ | ------------------ |
| Colocation sauvage      | Armelle Mercat-Junot                 | France             |
| Entre deux sœurs        | Clément Céard et Anne-Sophie Gousset | France             |
| Harvey                  | Janice Nadeau                        | Canada et France   |
| Paperplanes             | Arvind Singh Jeena                   | Inde               |
| Pete                    | Bret Parker                          | États-Unis         |
| Prinzessin Aubergine    | Dina Velikovskaya                    | Allemagne          |
| The Goose               | Jan Míka                             | France et Tchéquie |
| Wat zit er in die kist? | Bram Algoed                          | Belgique           |

#### Off-Limits
| Titre                                                       | Réalisation                         | Pays                |
| ----------------------------------------------------------- | ----------------------------------- | ------------------- |
| Algodreams                                                  | Vladimir Todorovic                  | Australie           |
| Cave Painting                                               | Siegfried A. Fruhauf                | Autriche            |
| Das feine Zirpen einer Dunkelziffer                         | Vera Sebert                         | Autriche            |
| I Can't Go on Like This by Aria Covamonas from Planet Earth | Aria Covamonas                      | Mexique             |
| Is Heaven Blue? 2                                           | Menno De Nooijer et Paul De Nooijer | Norvège et Pays-Bas |
| Motus                                                       | Nelson Fernandes                    | Portugal            |
| The Transient                                               | Pink Twins                          | Finlande            |

### Films de télévision
| Titre                             | Épisode                                 | Réalisation                                          | Pays                       |
| --------------------------------- | --------------------------------------- | ---------------------------------------------------- | -------------------------- |
| Agent Elvis                       | Pur et Dur                              | Gary Ye                                              | États-Unis                 |
| Artur y Dropsik                   | ¿Me lo puedo quedar?                    | María Rosario Carlino et Matias Ferreyra             | Argentine                  |
| Astronome Gastronome              | Au début était la crème fouettée        | Geneviève Anhoury                                    | France                     |
| Baby Bot                          | Baby Bot Knows Bees                     | Guillermo Garcia                                     | Espagne et États-Unis      |
| Big Nate                          | La Légende du Guntage                   | Jim Mortensen et Kimberly Jo Mills                   | États-Unis                 |
| Boys Boys Boys                    | Tristan                                 | Valentine Vendroux et Clawdia Prolongeau             | France et Belgique         |
| Chainsaw Man                      | Le Chien et la Tronçonneuse             | Ryū Nakayama                                         | Japon                      |
| Chiquifantástica                  | Episodio 3                              | Ana Sofia Franco Zafra                               | Colombie                   |
| Don't Hug Me I'm Scared           | Love                                    | Becky Sloan, Joe Pelling et Baker Terry              | Royaume-Uni                |
| Edmond et Lucy                    | L'Adieu à Perlimpinpin                  | François Narboux                                     | France                     |
| Le Show du Dr Gecko               | Sex Gender                              | Marcos Almada Rivero                                 | Mexique                    |
| Gegone, in the Museum             | Eufyros                                 | Joan Zhonga                                          | Grèce                      |
| Hideous Henk                      | Pranked!                                | Junaid Chundrigar                                    | Pays-Bas                   |
| Karaté Mouton                     | Super croquette                         | Cédric Dietsch et Renaud Martin                      | France                     |
| La Colline aux cailloux           | -                                       | Marjolaine Perreten                                  | Belgique, France et Suisse |
| Liv&Bell                          | Hearty Soup of Fruitful Forest?         | Natsuki Kida                                         | Japon                      |
| Lloyd of the Flies                | The Wasp Sting                          | Matthew Walker et Jane Davies                        | Royaume-Uni                |
| Mech Cadets                       | Underdogs                               | Patrick Toru Awa, Kazuma Shimizu et Hiroyuki Hayashi | États-Unis et Japon        |
| ONI: Thunder God's Tale           | The Demon Moon Rises                    | Dice Tsutsumi                                        | États-Unis                 |
| Red Iron Road                     | In the Heat                             | Sam Chou                                             | Canada et Moldavie         |
| Samuel                            | Épisode 1                               | Émilie Tronche                                       | France                     |
| Scavengers Reign                  | The Wall                                | Vincent Tsui                                         | États-Unis                 |
| L'Île des formes                  | Le Très Beau Geste de Carré / L'Éclipse | Drew Hodges                                          | États-Unis                 |
| Sr. Passageiro                    | Épisode 1                               | José Cavalheiro                                      | Portugal                   |
| Szmatkowe krloestwo               | Zabi Królewicz                          | Bartosz Zarzycki                                     | Pologne                    |
| Sandman                           | Un rêve de mille chats                  | Hisko Hulsing                                        | États-Unis                 |
| Le Chercheur de sons              | Panning for Sound                       | Chris Tichborne et Barry J. C. Purves                | Royaume-Uni et Italie      |
| Tufo                              | -                                       | Victoria Musci                                       | France et Italie           |
| Your Pretty Face Is Going to Hell | The Cartoon                             | Dave Willis et Chris Kelly                           | États-Unis                 |

### Films de commande
| Artiste / Produit / Marque                          | Titre                                | Réalisation                               | Pays                              |
| --------------------------------------------------- | ------------------------------------ | ----------------------------------------- | --------------------------------- |
| 12th StopTrik IFF                                   | The Doppelgänger                     | Sasha Svirsky                             | Slovénie                          |
| Billy Strings                                       | Catch & Release                      | Robert Bohn                               | États-Unis                        |
| Burger King                                         | Glitch                               | Gabriel Nobrega                           | Brésil                            |
| Cécile McLorin Salvant                              | D'un feu secret                      | Amanda Bonaiuto                           | États-Unis                        |
| Common Seas                                         | Blood Type: Plastic                  | Diego Huacuja                             | États-Unis et Mexique             |
| Creem                                               | Boy Howdy! Rises Again               | Thiago Martins et Mateus De Paula Santos  | États-Unis                        |
| Der Kurzfilmtag                                     | Potato Falls                         | Janina Putzker                            | Allemagne                         |
| DJ Piper                                            | RIP TXL                              | Raman Djafari                             | Allemagne                         |
| Google                                              | Heroes of Small Business: Casa Botín | Jeanette Norgaard                         | Espagne et Royaume-Uni            |
| Gorillaz                                            | Silent Running                       | Jamie Hewlett et François-Xavier Goby     | Royaume-Uni                       |
| Hermès International                                | Ride of Joyfulness - A Gift for You  | Lei Lei                                   | Chine                             |
| Hidden Heroes                                       | Hidden Heroes                        | Anna Levinson                             | Allemagne                         |
| Jacques                                             | Rien                                 | Hugo Bravo                                | France                            |
| Kwoon                                               | King of Sea                          | Stéphane Berla                            | France                            |
| La Chica                                            | Oasis                                | Marion Castéra                            | France et Venezuela               |
| Le Théâtre du Passage                               | Le Théâtre du Passage                | Antonin Niclass                           | Suisse                            |
| M+                                                  | Park Voyage                          | Yuk Ki Florence Lee                       | Hong Kong                         |
| Municipal Waste                                     | Grave Dive                           | Pierre Mousquet                           | Belgique                          |
| November Ultra                                      | Come Into My Arms                    | Tamerlan Bekmurzayev                      | France                            |
| Omega                                               | Quality Campaign                     | Giovanni Grauso                           | Italie                            |
| Festival international du film d'animation d'Ottawa | Signal Film                          | Winston Hacking                           | Canada                            |
| Pharrell Williams, 21 Savage et Tyler, The Creator  | Cash In Cash Out                     | François Rousselet                        | France, États-Unis et Royaume-Uni |
| Relevo                                              | The Rules Are Changing               | Mariano Ríos                              | Espagne                           |
| Siamés                                              | All the Best                         | Pablo Roldán                              | Argentine                         |
| TED-Ed                                              | Mao's Mango Cult                     | Kayu Leung                                | États-Unis, France et Hong Kong   |
| The Beatles                                         | I'm Only Sleeping                    | Em Cooper                                 | Royaume-Uni                       |
| WWF                                                 | A Flammable Planet                   | Yannis Konstantinidis et Christos Lefakis | Royaume-Uni                       |

### Films de fin d'études
- des artefacts de toi, des artefacts de moi., (artifacts of youn artifacts of me.) de Brecht De Cock ( Belgique)
- Bedroom People de Vivien Forsans ( Canada)
- Beneath de Beth Walker ( Royaume-Uni)
- Bottled Insects de Yuxin Gao ( Japon)
- Carp Xmass d'Anna Heribanová ( Tchéquie)
- Conej Steps Out de Pablo Río ( Espagne)
- Cyclepathes (Cyclepaths) d'Anton Claeys ( Belgique)
- Doigts de verre (Degete de sticlǎ) d'Alina Gheorghe ( Roumanie)
- Deniska umřela de Philippe Kastner ( Tchéquie)
- Dodo de Yi Luo ( Allemagne)
- Dog, Ball, Park de Renana Palmor ( Israël)
- Le Festin (El festín de last bestias) de Simón Bucher, Claudia Saldivia et Amanda Rivera ( Chili)
- Feux de Mohammad Babakoohi ( France)
- Fox Tossing de Zénó Mira ( Hongrie)
- Fur de Zhen Li ( États-Unis)
- Furrie de Lucie Grannec ( France)
- Havnesjefen de Mia L. Henriksen et Konrad Hjemli ( Norvège)
- Hobune de Jass Kaselaan ( Estonie)
- Horse de Diana Gong ( États-Unis)
- Houle de Timothée Sarran ( France)
- Ispod Maske de Darian Bakliza ( Croatie)
- La notte de Martina Generali, Simone Pratola et Francesca Rosso ( Italie)
- La Nuit blanche d'Audrey Delepoulle ( France)
- Luknje de Sofiya Kruglikova ( Slovénie)
- Mais où est donc Ornicar d'Oscar Maso y Guell Rivet ( France)
- Makulatour de Tim Markgraf ( Allemagne)
- Mano de Toke Ringmann Madsen ( Danemark)
- Origines d'un monde d'Emma Zwickert ( France)
- Pas amoureux d'Eugénie Bouquet ( Suisse)
- Passagers de Celia Hardy ( Belgique)
- Pipes de Jessica Meier, Sujanth Ravichandran et Kilian Feusi ( Suisse)
- Priyo Ami de Suchana Saha ( Inde)
- Réalitude de Théophile Farant ( France)
- La Réincarnation (Reincarnation) de Fang Zhou ( Chine)
- Ressources humaines de Titouan Tillier, Trinidad Plass et Isaac Wenzek ( France)
- Eau salée (Saltwater) de Declan McKenna ( États-Unis)
- Schoenmaten de Quita Felix ( Pays-Bas)
- Sewing Love de Yuan Xu ( Japon)
- Smell of the Ground d'Olivia Rosa ( Pologne)
- Soaked In de Shiyu Tang ( Chine)
- Takie cuda się zdarzają de Barbara Rupik ( Pologne)
- The Eastern Rain de Milly Yencken ( Estonie)
- This Will Never Last de Julia Van Oppen, Katrina Lin et Holly May Fletcher ( Australie)
- Throng de Will Clarke ( Royaume-Uni)
- Tomoya! de Masataka Kihara ( Japon)
- Unique Time de Oh Yu-jin ( Corée du Sud)
- Coucher de soleil insolite (Unusual Sunset) de Noé Garcia ( Belgique)

### Œuvres VR
| Titre                                                              | Réalisation                 | Pays                    |
| ------------------------------------------------------------------ | --------------------------- | ----------------------- |
| Balck Hole Museum + Body Browser                                   | Su Wen-chi                  | Taïwan                  |
| From the Main Square                                               | Pedro Harres                | Allemagne               |
| J'ai pris une dose mortelle d'herbes I Took a Lethal Dose of Herbs | Yvette Granata              | États-Unis              |
| Immortelle                                                         | Line Katcho                 | Canada                  |
| Red Tail                                                           | Fish Wang                   | Taïwan                  |
| Shadow                                                             | David Adler et Ole Bornedal | Danemark et Royaume-Uni |
| Sol-Air                                                            | Mihai Grecu                 | France                  |

## Programmes spéciaux

### Hommage à l'animation mexicaine
| Titre                                                         | Réalisation                                                        | Année                 | Pays                  |
| Archéologie mexicaine                                         | Archéologie mexicaine                                              | Archéologie mexicaine | Archéologie mexicaine |
| ------------------------------------------------------------- | ------------------------------------------------------------------ | --------------------- | --------------------- |
| Paco Perico en premier                                        | Andrade Vergara                                                    | 1935                  | Mexique               |
| Chroniques des Caraïbes Crónicas del Caribe                   | Paco Lopez et Emilio Watanabe                                      | 1982                  | Mexique               |
| Punto, línea, simetría                                        | Gerardo León Lastra                                                | 1976                  | Mexique               |
| El compa Clodomiro y el capitalismo                           | Grupo Cine Sur                                                     | 1981                  | Mexique               |
| Y si eres mujer                                               | Guadalupe Sánchez Sosa                                             | 1976                  | Mexique               |
| Juárez                                                        | Juan Ramón Arana                                                   | 1972                  | Mexique               |
| La Persécution de Pancho Villa La persecución de Pancho Villa | Grupo Cine Sur                                                     | 1978                  | Mexique               |
| Nouvelles voix                                                |                                                                    |                       |                       |
| Transtierro                                                   | Susana Arrazola                                                    | 2021                  | Mexique               |
| Yo contendo un espacio                                        | Andrea Gudino                                                      | 2021                  | Mexique               |
| Anfibia                                                       | Gabriela Orozco                                                    | 2020                  | Mexique               |
| Sisters                                                       | Emilia Schettino                                                   | 2021                  | Mexique               |
| Baby Grotesque                                                | Daniela Espinosa Reyes                                             | 2017                  | Mexique               |
| Adelina                                                       | Ana Portilla                                                       | 2018                  | Mexique               |
| El hombre de la esquina                                       | Javiera Dolores Soledad                                            | 2021                  | Mexique               |
| Les asombrosas aventuras de Grizzly Man & Turnip              | Eduardo Gala                                                       | 2021                  | Mexique               |
| Ñihi                                                          | Tamara Cruz                                                        | 2019                  | Mexique               |
| La Frontière La Frontera                                      | Christian Arrendondo Narvaez                                       | 2022                  | Mexique               |
| Rehen                                                         | Frida Natalia Sanchez Machuca                                      | 2022                  | Mexique               |
| La Bestia                                                     | Marlijn van Nuenen, Ram Tamez et Alfredo Gerard Kuttikatt          | 2020                  | France                |
| Toothless                                                     | Andrea Guizar                                                      | 2021                  | Pologne               |
| Urbain et Périurbain                                          |                                                                    |                       |                       |
| La ciudad                                                     | Andreas Papacostas et Camilla Uboldi                               | 2021                  | Mexique               |
| Sans soutien Sin sostén                                       | René Castillo et Antonio Urrutia                                   | 1998                  | Mexique               |
| Made in Central de Abastos                                    | Carlos Gamboa                                                      | 2013                  | Mexique               |
| De l'intérieur Desde adentro                                  | Dominique Jonard                                                   | 1996                  | Mexique               |
| Mis multiples suicidios                                       | Josué Vázquez Peralta                                              | 2010                  | Mexique               |
| Un día en familia                                             | Zulu González                                                      | 2013                  | Mexique               |
| Bestias urbanas                                               | Andrea Natalia Arriaga Pájaro et Amanda Woolrich                   | 2017                  | Mexique               |
| Última estación                                               | Héctor Dávila Cabrera                                              | 2017                  | Mexique               |
| Liber                                                         | Simon Gerbaud                                                      | 2013                  | Mexique               |
| La secta de los insectos                                      | Pablo Calvillo                                                     | 2016                  | Mexique               |
| Inventario Churubusco                                         | Elena Pardo                                                        | 2019                  | Mexique               |
| La niña del río                                               | Gabriela Badillo                                                   | 2017                  | Mexique               |
| Le Héros El héroe                                             | Carlos Carrera                                                     | 1993                  | Mexique               |
| École de Guadalajara                                          |                                                                    |                       |                       |
| Polifemo                                                      | Mora Rigoberto                                                     | 2022                  | Mexique               |
| Longue vie au roi Viva el rey                                 | Luis Téllez Ibarra                                                 | 2017                  | Mexique               |
| Les aeronautas                                                | León Fernández                                                     | 2016                  | Mexique               |
| La noria                                                      | Karla Castaneda                                                    | 2012                  | Mexique               |
| Lluvia en los ojos                                            | Rita Basulto                                                       | 2013                  | Mexique               |
| Cerulia                                                       | Sofía Carrillo                                                     | 2017                  | Mexique               |
| Tío                                                           | Juan José Medina                                                   | 2021                  | Mexique               |
| Croque la mort Hasta los huesos                               | René Castillo                                                      | 2001                  | Mexique               |
| Télévision mexicaine                                          |                                                                    |                       |                       |
| Sustos ocultos de Frankelda - Dame tu nombre                  | Arturo Ambriz et Rodolfo Ambriz                                    | 2021                  | Mexique               |
| Cantinflas Show - Museo de antropología                       | Marion Moreno Cantinflas                                           | 1972                  | Mexique               |
| Villanos - El corazón cruel                                   | Alan Ituriel                                                       | 2021                  | Mexique               |
| El chango y la chancla - Conchas de chocolate                 | Carlos Hagerman, Jorge Villalobos de la Torre et Juan Carlos López | 2013                  | Mexique               |
| Las leyendas - Powrie                                         | José Alejandro García                                              | 2017                  | Mexique               |
| Rey Mysterio contra la oscuridad - Piloto                     | Hermanos Calavera                                                  | 2023                  | Mexique               |
| Imagerie poétique                                             |                                                                    |                       |                       |
| Introducción a la historia de la filosofía occidental         | Aria Covamonas                                                     | 2019                  | Mexique               |
| White Noise Histologic Samples                                | Salvador Herrera                                                   | 2011                  | Mexique               |
| Poliangular                                                   | Alexandra Castellanos                                              | 2017                  | Mexique               |
| L'Artifice El artificio                                       | Andrea Robles Jiménez                                              | 2017                  | Mexique               |
| Chronographe I Cronografía I                                  | Tania de Leon Yong                                                 | 2016                  | Mexique et Portugal   |
| Cousins Primos                                                | Federico Gutiérrez Obeso                                           | 2018                  | Mexique               |
| El jardín de las delicias                                     | Alejandro Male García Caballero                                    | 2016                  | Mexique               |
| Lumière de mes yeux Niño de mis ojos                          | Guadalupe Sánchez Sosa                                             | 2009                  | Mexique               |
| La Cène La última cena                                        | Vanessa Quintanilla Cobo                                           | 2014                  | Mexique               |
| Trayectoria de una lágrima                                    | Marisa Raygoza                                                     | 2014                  | Mexique               |
| Martyris                                                      | Luis Felipe Hernandez Alanis                                       | 2010                  | Mexique               |
| Le Mexique à la télévision hollywoodienne                     |                                                                    |                       |                       |
| El Tigre : Les Aventures de Manny Riviera                     | Dave Thomas                                                        | 2007                  | Mexique               |
| Onyx Equinox - Jaws of the Jaguar                             | Kuni Tomita                                                        | 2020                  | Mexique               |
| Disney Shorts: ¡Felíz cumpleaños!                             | Alonso Ramírez Ramos                                               | 2015                  | États-Unis            |
| Maya and the Three - Quinceañera                              | Jorge Gutiérrez                                                    |                       | États-Unis            |
| Grandir au Mexique                                            |                                                                    |                       |                       |
| The Hole El agujero                                           | Maribel Suarez                                                     | 2016                  | Mexique               |
| Gina                                                          | David Heras                                                        | 2018                  | Mexique               |
| El pueblo de la musica y la palma                             | Gabriela Badillo                                                   | 2020                  | Mexique               |
| La Trompettiste El trompetista                                | Raul Robin Alejandro Morales Reyes                                 | 2014                  | Mexique               |
| Las manchas del ocelote                                       | Gabriela Badillo                                                   | 2017                  | Mexique               |
| La flor azul                                                  | Carlo Enrique Garcia de Aquino et Adriana Guerrero Montiel         | 2019                  | Mexique               |
| Olas del cielo                                                | Santoyo del Castillo Gildardo                                      | 2015                  | Mexique               |
| Ma grand-mère Matilde Mi abuela Matilde                       | Miguel Anaya Borja                                                 | 2021                  | Mexique               |
| Volvamos a mirar el arcoris                                   | Gabriela Badillo                                                   | 2020                  | Mexique               |
| Elena y las sombras                                           | César Gabriel Cepeda Sánchez                                       | 2016                  | Mexique               |
| El origen de las minas de sal de San Mateo                    | Gabriela Badillo                                                   | 2020                  | Mexique               |
| La historia de todos                                          | Blanca X. Aguerre                                                  | 2023                  | Mexique               |
| Les Histoires encore jamais racontées                         |                                                                    |                       |                       |
| C'est long le chemin au ciel Largo es el camino al cielo      | Jose Garcia-Moreno                                                 | 1997                  | Mexique               |
| En avant                                                      | Mitchelle Tamariz                                                  | 2019                  | France                |
| Cuando muere una lengua                                       | Gabriela Badillo                                                   | 2013                  | Mexique               |
| Amnesia en el Estado                                          | Esteban Azuela                                                     | 2016                  | Mexique               |
| El desfile de los ausentes                                    | Marcos Almada Rivero                                               | 2020                  | Mexique               |
| Reality 2.0                                                   | Victor Orozco Ramirez                                              | 2012                  | Mexique et Allemagne  |
| Nos faltan                                                    | Emilio Ramos et Lucía Gajá                                         | 2016                  | Mexique               |
| Ñores (sin señalar)                                           | Analissa D. Quagliata                                              | 2016                  | Mexique               |
| Il pleut Llueve                                               | Carolina Corral Paredes et Magali Rocha Donnadieu                  | 2021                  | Mexique               |
| The Big War                                                   | José Manuel Pavon                                                  | 2012                  | Mexique               |
| Dalia sigue aquí                                              | Nuria Menchaca                                                     | 2019                  | Mexique               |
| Syndrome de la ligne blanche Síndrome de línea blanca         | Lourdes Villagomez                                                 | 2003                  | Mexique               |
| Amada                                                         | Carlos Carrera                                                     | 1988                  | Mexique               |
| La Llorona                                                    | Adriana Ronquillo Vásquez                                          | 2019                  | Mexique               |

### Animation, fiertés et diversité
| Titre                                                | Réalisation                                                         | Année                     | Pays                           |
| De vraies histoires queer                            | De vraies histoires queer                                           | De vraies histoires queer | De vraies histoires queer      |
| ---------------------------------------------------- | ------------------------------------------------------------------- | ------------------------- | ------------------------------ |
| My Aunties                                           | Richard O'Connor                                                    | 2020                      | États-Unis                     |
| Récit de soi                                         | Géraldine Charpentier                                               | 2018                      | Belgique                       |
| Hole                                                 | Gil Goletski                                                        | 2018                      | Canada                         |
| Letter to My Body                                    | Elyse Kelly                                                         | 2020                      | États-Unis                     |
| A Boy Named Gavin                                    | Elyse Kelly                                                         | 2017                      | États-Unis                     |
| Amours libres                                        | Emily Worms                                                         | 2020                      | Belgique                       |
| Sve te senzacije u mom trbuhu                        | Marko Djeska                                                        | 2020                      | Croatie et Portugal            |
| Les Terrains vagues                                  | Marie-Ève Drolet                                                    | 2022                      | Canada                         |
| J'aime les hooligans I Love Hooligans                | Jan-Dirk Bouw                                                       | 2013                      | Pays-Bas                       |
| The Essence of Being Queer with Fado Bicha           | Gui Athayde                                                         | 2020                      | Allemagne                      |
| Teagan                                               | Sheldon Lieberman et Igor Coric                                     | 2013                      | Australie                      |
| The Voices that Speak to You                         | Madison Bacon                                                       | 2017                      | États-Unis                     |
| Désirs cachés                                        |                                                                     |                           |                                |
| Nous étions une bombe stérile We Were a Sterile Bomb | Dotan Moreno                                                        | 2020                      | Israël                         |
| J'aime les filles                                    | Diane Obomsawin                                                     | 2016                      | Canada                         |
| Rumbos ocultos                                       | Guido de Paoli                                                      | 2022                      | Argentine                      |
| Adorable                                             | Chung Cheng-hsu                                                     | 2018                      | Royaume-Uni et Taïwan          |
| Pentola                                              | Leo Cernic                                                          | 2022                      | Italie                         |
| Tom Has a Plant                                      | Thinh Duc Nguyen                                                    | 2019                      | Danemark                       |
| J'attends la nuit                                    | Arthur Chaumay                                                      | 2018                      | France                         |
| Mue                                                  | Étienne Caroff                                                      | 2016                      | France                         |
| Les Liaisons foireuses                               | Violette Delvoye et Chloé Alliez                                    | 2022                      | Belgique et France             |
| Monstruesement fièr·es                               |                                                                     |                           |                                |
| Sookee - Queere Tiere                                | Ana MAria Angel Osorno                                              | 2017                      | Allemagne                      |
| Superbia                                             | Luca Tóth                                                           | 2016                      | Hongrie, Slovaquie et Tchéquie |
| Wood Child and Hidden Forest Mother                  | Stephen Irwin                                                       | 2020                      | Royaume-Uni                    |
| Flamingo fierté Flamingo Pride                       | Tomer Eshed                                                         | 2011                      | Allemagne                      |
| La Fée des roberts                                   | Léahn Vivier-Chapas                                                 | 2021                      | France                         |
| Eating in the Dark                                   | Inari Sirola                                                        | 2021                      | Royaume-Uni                    |
| Entropia                                             | Flóra Anna Buda                                                     | 2018                      | Hongrie                        |
| Slug Life                                            | Sophie Koko Gate                                                    | 2018                      | Royaume-Uni                    |
| On est bien où le cœur nous mène                     |                                                                     |                           |                                |
| Dans la nature                                       | Marcel Barelli                                                      | 2021                      | Suisse                         |
| Chado                                                | Dominica Harrison                                                   | 2020                      | Royaume-Uni                    |
| Kapaemahu                                            | Hinaleimoana Wong-Kalu, Dean Hamer, Joe Wilson (en) et Daniel Sousa | 2020                      | États-Unis                     |
| Snowfall                                             | Conor Whelan                                                        | 2014                      | Irlande                        |
| Purpleboy                                            | Alexandre Siqueira                                                  | 2019                      | Belgique, France et Portugal   |
| Le Dip                                               | Simona Mehandzhieva                                                 | 2020                      | Royaume-Uni et Bulgarie        |
| Lada, sestra Ivana                                   | Olesya Shchukina                                                    | 2021                      | Russie                         |
| Les Lèvres gercées                                   | Fabien Corre et Kelsi Phung                                         | 2018                      | France                         |
| M. Carefree Butterfly                                | Yonthan Tal                                                         | 2017                      | États-Unis                     |
| Sasha                                                | Serghei Chiviriga                                                   | 2022                      | Roumanie                       |
| Turning                                              | Linnéa Haviland et Park Simji                                       | 2018                      | Royaume-Uni                    |
| Barry Purves                                         |                                                                     |                           |                                |
| Au suivant Next                                      | Barry J. C. Purves                                                  | 1989                      | Royaume-Uni                    |
| Screen Play                                          | Barry J. C. Purves                                                  | 1992                      | Royaume-Uni                    |
| Opera Vox "Rigoletto"                                | Barry J. C. Purves                                                  | 1993                      | Royaume-Uni                    |
| Achilles                                             | Barry J. C. Purves                                                  | 1995                      | Royaume-Uni                    |
| Plume                                                | Barry J. C. Purves                                                  | 2011                      | France                         |
| Tchaikovsky. Elegija                                 | Barry J. C. Purves                                                  | 2011                      | Russie et Biélorussie          |
| Pas de Joe ordinaire No Ordinary Joe                 | Barry J. C. Purves                                                  | 2021                      | Royaume-Uni                    |

### Annecy s'anime
| Titre                                                                                          | Réalisation                                                 | Année | Pays                 |
| ---------------------------------------------------------------------------------------------- | ----------------------------------------------------------- | ----- | -------------------- |
| Toupie et Binou, le film                                                                       | Dominique Jolin et Raymond Lebrun                           | 2023  | Canada               |
| Katak, le brave béluga                                                                         | Nicola Lemay et Christine Dallaire-Dupont                   | 2022  | Canada               |
| La différence s'invite au festival : coup de projecteur sur les troubles du neurodéveloppement |                                                             |       |                      |
| Mon petit frère de la Lune                                                                     | Frédéric Philibert                                          | 2007  | France               |
| Baisse les bras !                                                                              | Frédéric Philibert                                          | 2023  | France               |
| Sensory Overload                                                                               | Moise Ganza                                                 | 2021  | Rwanda               |
| Les Chaussures de Louis                                                                        | Marion Philippe, Kayu Leng, Théo Jamin et Jean-Géraud Blanc | 2020  | France               |
| Tête de linotte                                                                                | Gaspar Chabaud                                              | 2019  | Belgique             |
| Le Garçon et l'Éléphant                                                                        | Sonia Gerbeaud                                              | 2022  | France               |
| La Petite Casserole d'Anatole                                                                  | Éric Montchaud                                              | 2014  | France               |
| Mr Hublot                                                                                      | Laurent Witz et Alexandre Espigares                         | 2013  | France et Luxembourg |

### Annecy Classics
| Titre                             | Réalisation                 | Année | Pays               |
| --------------------------------- | --------------------------- | ----- | ------------------ |
| Galaxy Express 999                | Rintarō                     | 1979  | Japon              |
| Theodore Ushev : Liens invisibles | Borislav Kolev              | 2022  | Belgique et Canada |
| L'Histoire du soldat              | Robert O. Blechman          | 1984  | États-Unis         |
| Les Maîtres du temps              | René Laloux                 | 1982  | France et Hongrie  |
| Pencils vs. Pixels                | Philip Earnest et Bay Dariz | 2023  | États-Unis         |
| Carte blanche à Jerry Beck        |                             |       |                    |
| Circus Time (Toby the Tup)        | Dick Huemer et Sid Marcus   | 1931  | États-Unis         |
| Caviar                            | Paul Terry et Frank Moser   | 1930  | États-Unis         |
| Pink Elephants                    | Dan Gordon                  | 1937  | États-Unis         |
| Sinbad the Sailor                 | Ub Iwerks                   | 1935  | États-Unis         |
| A Hatful of Dreams                | George Pal                  | 1945  | États-Unis         |
| Ko-Ko's Earth Control             | Dave Fleischer              | 1928  | États-Unis         |
| Buzzy Boop at the Concert         | Dave Fleischer              | 1938  | États-Unis         |
| Raggedy Ann aand Raggedy Anny     | Dave Fleischer              | 1941  | États-Unis         |

### Midnight Specials
| Titre                                                 | Réalisation                                            | Année | Pays                |
| ----------------------------------------------------- | ------------------------------------------------------ | ----- | ------------------- |
| The Weird Kidz                                        | Zach Passero                                           | 2022  | États-Unis          |
| Aqua Teen Forever: Plantasm                           | Dave Willis et Matt Maiellaro                          | 2022  | États-Unis          |
| Phi 1.618                                             | Theodore Ushev                                         | 2022  | Bulgarie et Canada  |
| New Gods: Yang Jian                                   | Zhao Ji                                                | 2022  | Chine               |
| WTF2023                                               |                                                        |       |                     |
| Astéréotypie - Du vélo à St-Malo, du kayak à St-Briac | Fabian Dores Pais                                      | 2023  | France              |
| David                                                 | Patrick Ward                                           | 2022  | États-Unis          |
| Safe Mode - Nothin' to Worry About                    | Justin Tomchuk                                         | 2022  | Canada              |
| The Rubbings of Trajectories                          | Chung Cheng-hsu                                        | 2023  | Allemagne et Taïwan |
| Insomnie                                              | Paul Utkay                                             | 2023  | Canada              |
| Two Gracious Uncles Smooched to the Beat              | Jon Dunleavy                                           | 2023  | Royaume-Uni         |
| Un genre de testament                                 | Stephen Vuillemin                                      | 2023  | France              |
| Internet Gaga                                         | Reinhold Bidner                                        | 2023  | Autriche            |
| Tout est perdu Todo está perdido                      | Carla Pereira Docampo et Juan Francisco Jacinto Prados | 2022  | Espagne             |
| Uncle Babysitter 2                                    | Tung Yin Ng                                            | 2022  | Hong Kong           |
| Mamie X Granny X                                      | DD Sheahan                                             | 2022  | États-Unis          |
| Monsterfuckers                                        | Ori Goldberg                                           | 2023  | Israël              |
| Cocaine Piss - Cool Party                             | Simon Medard                                           | 2022  | Belgique            |

## Palmarès

### Courts métrages
| Prix                                         | Attribué à                                               | Pays                |
| -------------------------------------------- | -------------------------------------------------------- | ------------------- |
| Cristal d'Annecy                             | 27 de Flóra Anna Buda                                    | France et Hongrie   |
| Prix Sacem de la musique originale           | 27 de Flóra Anna Buda                                    | France et Hongrie   |
| Prix du jury                                 | Drijf de Levi Stoops                                     | Belgique            |
| Prix Alexeïeff – Parker (ex Mention du jury) | Eeva de Morten Tšinakov et Lucija Mrzljak                | Estonie et Croatie  |
| Prix Jean-Luc Xiberras de la première œuvre  | Our Uniform de Yegane Moghaddam                          | Iran                |
| Prix du film Off-Limits                      | Is Heaven Blue? 2 de Menno De Nooijer et Paul De Nooijer | Norvège et Pays-Bas |
| Prix du public                               | Nun or Never de Heta Jäälinoja                           | Finlande            |
| Prix Jeune public                            | Entre deux sœurs de Clément Ceard et Anne-Sophie Gousset | France              |
| Prix du jury junior                          | Pete de Bret Parker                                      | États-Unis          |

### Longs métrages
| Prix                               | Attribué à                                                     | Pays                                      |
| ---------------------------------- | -------------------------------------------------------------- | ----------------------------------------- |
| Cristal du long métrage            | Linda veut du poulet ! de Chiara Malta et Sébastien Laudenbach | France et Italie                          |
| Prix du jury                       | Four Souls of Coyote de Áron Gauder                            | Hongrie                                   |
| Prix Paul Grimault                 | The Tunnel to Summer, the Exit of Goodbyes de Tomohisa Taguchi | Japon                                     |
| Grand Prix Contrechamp             | Robot Dreams de Pablo Berger                                   | Espagne et France                         |
| Prix du jury Contrechamp           | Tony, Shelly and the Magic Light de Filip Pošivač              | Hongrie, Tchéquie et Slovaquie            |
| Prix Sacem de la musique originale | La Sirène de Sepideh Farsi                                     | Allemagne, Belgique, France et Luxembourg |
| Prix du public                     | Sirocco et le Royaume des courants d'air de Benoît Chieux      | Belgique et France                        |

### Films de télévision et de commande
| Prix                                    | Attribué à                                                 | Pays                       |
| --------------------------------------- | ---------------------------------------------------------- | -------------------------- |
| Cristal pour une production TV          | La Colline aux cailloux de Marjolaine Perreten             | Belgique, France et Suisse |
| Cristal pour un film de commande        | Come Into My Arms - November Ultra de Tamerlan Bekmurzayev | France                     |
| Premier prix du jury pour une série TV  | L'Île des formes - Sacré Farceur, ce Carré de Drew Hodges  | États-Unis                 |
| Deuxième prix du jury pour une série TV | Scavengers Reign - The Wall de Vincent Tsui                | États-Unis                 |
| Prix du jury pour un film de commande   | I'm Only Sleeping - The Beatles d'Em Cooper                | Royaume-Uni                |

### Films de fin d'études
| Prix                            | Attribué à                                                            | Pays     |
| ------------------------------- | --------------------------------------------------------------------- | -------- |
| Cristal du film de fin d'études | La notte de Martina Generali, Simone Pratola et Francesca Sofia Rosso | Italie   |
| Prix du jury                    | Havnesjefen de Mia L. Henriksen et Konrad Hjemli                      | Norvège  |
| Prix Lotte Reiniger             | Mano de Toke Ringmann Madsen                                          | Danemark |

### VR
| Prix                             | Attribué à            | Pays   |
| -------------------------------- | --------------------- | ------ |
| Cristal de la meilleure œuvre VR | Red Tail de Fish Wang | Taïwan |

### Autres prix
| Prix                                             | Attribué à                                 | Pays             |
| ------------------------------------------------ | ------------------------------------------ | ---------------- |
| Prix de la Ville d'Annecy                        | Island de Michael Faust                    | Israël           |
| Prix André-Martin pour un court métrage français | La Saison pourpre de Clémence Bouchereau   | France           |
| Prix Festivals Connexion                         | Maurice's Bar de Tom Prezman et Tzor Edery | France et Israël |
| Prix Festivals Connexion VR                      | From the Main Square de Pedro Harres       | Allemagne        |
| Prix France TV pour un court métrage             | Nun or Never de Heta Jäälinoja             | Finlande         |